# Liste der Biografien/Pra
Liste der Biografien |
Portal Biografien |
Personensuche
# |
A |
B |
C |
D |
E |
F |
G |
H |
I |
J |
K |
L |
M |
N |
O |
P |
Q |
R |
S |
T |
U |
V |
W |
X |
Y |
Z |
?
 
Pa |
Pc |
Pe |
Pf |
Ph |
Pi |
Pj |
Pk |
Pl |
Pm |
Pn |
Po |
Pr |
Ps |
Pt |
Pu |
Pv |
Pw |
Py
 
Pra |
Prc |
Pre |
Pri |
Prj |
Prk |
Prl |
Pro |
Prp |
Prs |
Prt |
Pru |
Prv |
Pry |
Prz
Die Liste der Biografien führt alle Personen auf, die in der deutschsprachigen Wikipedia einen Artikel haben. Dieses ist eine Teilliste mit 945 Einträgen von Personen, deren Namen mit den Buchstaben „Pra“ beginnt.

## Pra

### Praa
- Praag, Bernard van (* 1939), niederländischer Ökonom
- Praag, Elias van (1884–1942), niederländischer Schauspieler
- Praag, Jaap van (1911–1981), niederländischer humanistischer Organisator
- Praag, Jonas Andries van (1895–1969), niederländischer Romanist und Hispanist
- Praag, Maurits van (1892–1943), niederländischer Theaterschauspieler
- Praag, Michael van (* 1947), niederländischer Fußballfunktionär
- Präauer, Teresa (* 1979), österreichische Schriftstellerin und Künstlerin

### Prab
- Prabel, Joyce (* 2003), deutsche Fußballtorhüterin
- Prabhakar, Arati (* 1959), indisch-US-amerikanische Ingenieurin
- Prabhakar, Prashant (* 1974), indischer SchauspielerPrashant Prabhakar (* 1974)

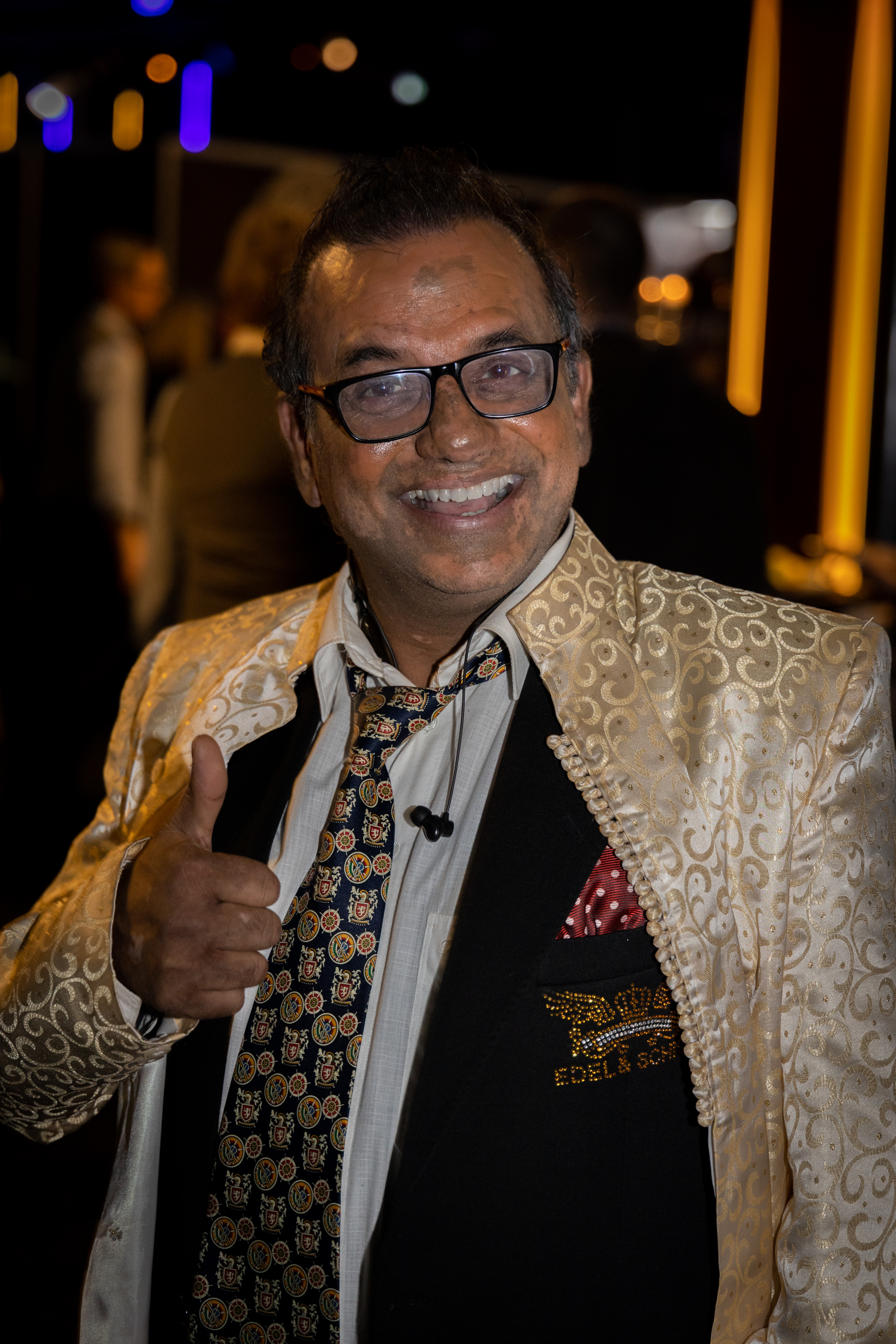
Prashant Prabhakar (* 1974)

- Prabhakaran, Velupillai (1954–2009), sri-lankischer Rebellenführer
- Prabhat, Ravindra (* 1969), indischer Schriftsteller und Journalist
- Prabhu, Peter Paul (1931–2013), indischer Geistlicher, römisch-katholischer Erzbischof und Diplomat des Heiligen Stuhls
- Prabhu, Uday Krishna (* 1954), indischer Sprinter
- Prabhupada, A. C. Bhaktivedanta (1896–1977), indischer Kommentator und Übersetzer von Sanskritwerken sowie geistiger Meister und Gründer der ISKCON
- Prabitz, Gottfried (1926–2015), österreichischer Bildhauer
- Prabodha, Hashini (* 1998), sri-lankische Weit- und Dreispringerin
- Prabodhani, Udeshika (* 1985), sri-lankische Cricketspielerin
- Prabowo, Johannes Suryo (* 1954), indonesischer Offizier
- Prabsamornchai, Panawat (* 1997), thailändischer Fußballspieler
- Prabudita, Dandi (* 1992), indonesischer Badmintonspieler
- Prabutzki, Günter (* 1922), deutscher Fußballspieler

### Prac
- Pracánico, Francisco (1898–1971), argentinischer Tangopianist, Komponist und Bandleader
- Pracejus, Horst (1927–1987), deutscher Chemiker (Organische Chemie)
- Praček, Ciril (1913–2000), jugoslawischer Skirennläufer
- Prachantasi, Kittitach (* 1992), thailändisch-schweizerischer Fußballspieler
- Prachař, Antonín (* 1962), tschechischer Politiker
- Prachař, Ilja (1924–2005), tschechischer Schauspieler
- Prachar, Karl (1925–1994), österreichischer Mathematiker
- Prachař, Martin (* 1979), tschechischer Handballspieler
- Prachatitz, Hans von, böhmisch-österreichischer Architekt und Steinmetz
- Prachatitz, Peter von († 1429), böhmisch-österreichischer Architekt und Steinmetz
- Prachensky, Hubert (1916–2009), österreichischer Architekt
- Prachensky, Markus (1932–2011), österreichischer Maler und Grafiker
- Prachensky, Michael (* 1944), österreichischer Architekt und Maler
- Prachensky, Theodor (1888–1970), österreichischer Architekt und Maler
- Prachensky, Wilhelm Nicolaus (1898–1956), österreichischer Maler, Grafiker und Architekt
- Pracher, Alexander (1913–2000), deutscher Politiker (CDU, FDP), MdL
- Pracher, Fanny (* 1879), deutsche Opernsängerin (Sopran) und Theaterschauspielerin
- Pracher, Ferdinand von (1860–1923), bayerischer Regierungsbeamter, zuletzt Regierungspräsident von Niederbayern
- Pracher, Max von (1819–1888), bayerischer Regierungsbeamter, zuletzt Regierungspräsident der Oberpfalz
- Pracher, Theo (1926–1993), deutscher Operettenbuffo, Schauspieler und Theater-Regisseur
- Pracher-Hilander, Katayun (* 1971), österreichische Psychologin und Politikerin (FPÖ), Abgeordnete zum Nationalrat
- Prachi (* 1996), indische Sprinterin
- Pracht, Alfred (* 1946), deutscher Pädagoge, Politikwissenschaftler und Politiker (LDPD, FDP), MdL
- Pracht, C. Frederick (1880–1950), US-amerikanischer Politiker
- Pracht, Erwin (1925–2004), deutscher marxistischer Philosoph
- Pracht, Eva Maria (1937–2021), kanadische Dressurreiterin
- Prächt, Gregor (* 1968), deutsch-schweizerischer Opernsänger (Tenor)
- Pracht, Hans-Peter (* 1949), deutscher Schriftsteller
- Pracht, Karl (1866–1917), deutscher Bildhauer und Medailleur
- Pracht, Lionel (1875–1945), Landtagsabgeordneter Waldeck
- Pracht, Robert (1878–1961), deutscher Schulmusiker und Komponist
- Pracht, Ulrich (* 1955), deutscher Militärarzt
- Pracht-Fitzell, Ilse (* 1926), deutsch-amerikanische Lyrikerin und Literaturwissenschaftlerin
- Pracht-Jörns, Elfi (* 1955), deutsche Historikerin und Fachautorin
- Prachtl, Rainer (1950–2024), deutscher Wirtschaftswissenschaftler und Politiker (CDU), MdL, Präsident des Landtags von Mecklenburg-Vorpommern
- Prachya Fudsuparp (* 2002), thailändischer Fußballspieler
- Prachya Hong-in (* 1983), thailändischer Fußballspieler
- Prachya Pinkaew (* 1962), thailändischer Filmregisseur, Filmproduzent und Drehbuchautor
- Prack, Georg (* 1983), österreichischer Politiker (Grüne), Landessprecher der Wiener Grünen
- Prack, Rudolf (1905–1981), österreichischer SchauspielerRudolf Prack (1905–1981)

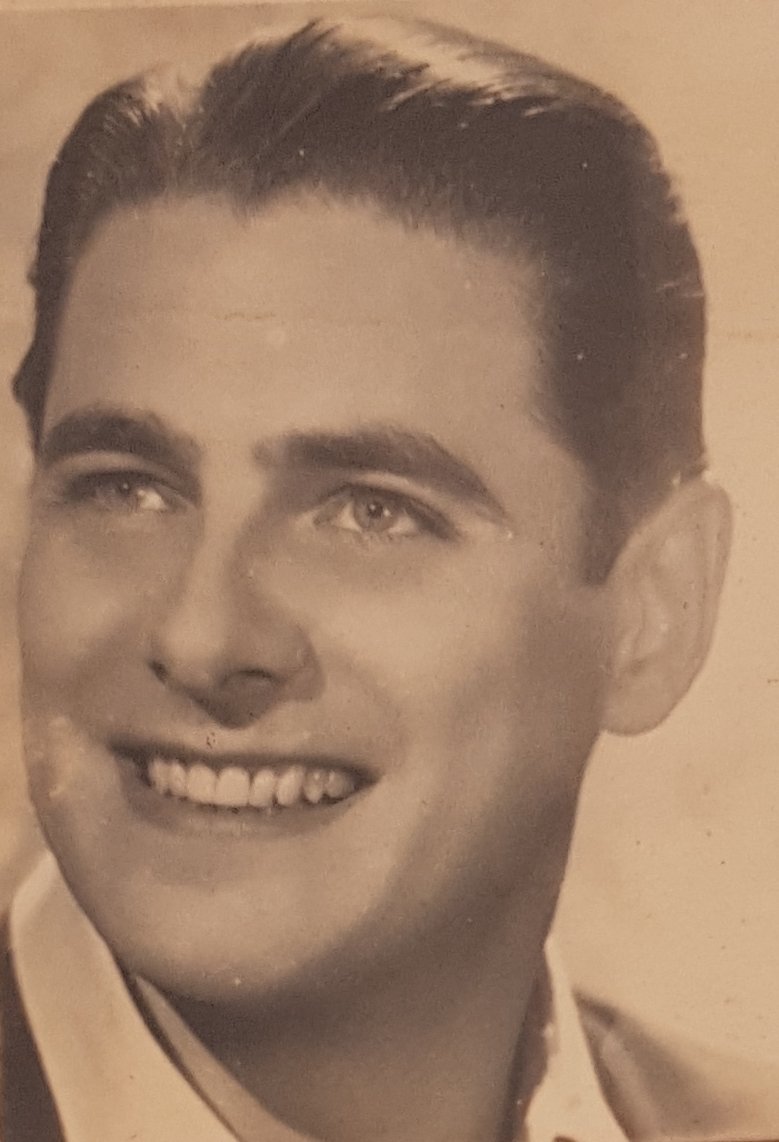
Rudolf Prack (1905–1981)

### Prad
- Prada Carrera, Francisco (1893–1995), spanischer Ordensgeistlicher, Bischof von Uruaçu
- Prada Sanmiguel, Carlos (1939–2013), kolumbianischer Geistlicher, römisch-katholischer Bischof von Duitama-Sogamoso
- Prada, Alberto (* 1989), spanischer Fußballspieler
- Prada, Bruno (* 1971), brasilianischer Segler
- Prada, Jaya (* 1962), indische Schauspielerin und Politikerin
- Prada, Juan Manuel de (* 1970), spanischer Schriftsteller und Literaturkritiker
- Prada, Miuccia (* 1949), italienische Modeschöpferin, Inhaberin des Modeunternehmens Prada
- Prada, Stefano (* 1973), Schweizer House-DJ, Produzent und Labelinhaber
- Pradairol, Jean (1878–1965), französischer Turner
- Pradal, Bruno (1949–1992), französischer Schauspieler
- Pradales, Imanol (* 1975), spanischer Politiker und Ministerpräsident der Baskischen Regierung
- Pradana, Febryan Putra (* 2004), singapurischer Fußballspieler
- Pradayrol, Philippe (1966–1993), französischer Judoka
- Prade, Franziska (* 1989), deutsche Schwimmerin
- Prade, Heinrich (1853–1927), österreichisch-böhmischer Politiker (Deutsche Volkspartei)
- Prade, Jean Le Royer de (* 1624), französischer Schriftsteller und Historiker
- Prade, Wilma, südafrikanische Badmintonspielerin
- Prade-Weiss, Juliane (* 1980), deutsche Literaturwissenschaftlerin und Hochschullehrerin
- Pradeau, André (1898–1977), französischer Politiker (SFIO), Mitglied der Nationalversammlung
- Pradeau, Jean-François (* 1969), französischer Philosoph und Philosophiehistoriker
- Pradeaux, Maurizio (1931–2022), italienischer Filmregisseur und Drehbuchautor
- Pradeeban, Peter-Paul (* 1977), kanadischer Tischtennisspieler
- Pradeep Kumara, Arachchige (* 1982), sri-lankischer Fußballspieler
- Pradeep, N. P. (* 1983), indischer Fußballspieler
- Pradel, Alain Pierre (* 1949), französischer Komponist und Pianist
- Pradel, Friedrich (1901–1978), deutscher Täter des Holocaust, im Reichssicherheitshauptamt zuständig für die Entwicklung von Gaswagen
- Pradel, Gabriele (* 1970), deutsche Parasitologin und Zellbiologin
- Pradel, Joachim (* 1950), deutscher Richter
- Pradel, Joseph (1888–1967), deutscher Politiker (Zentrum), MdR
- Pradel, Louis (1906–1976), französischer Politiker, Bürgermeister der Stadt Lyon
- Pradel, Thomas (* 1964), deutscher Buchgestalter
- Pradella, Giovanni (* 1971), italienischer Orgelbauer
- Pradella, Massimo (1924–2021), italienischer Dirigent
- Pradella, Silke, deutsche Fußballspielerin
- Pradelle, Gustave (1839–1891), französischer Lyriker und Dramatiker
- Pradelli, Ángela (* 1959), argentinische Schriftstellerin
- Pradelski, Minka (* 1947), deutsche Schriftstellerin, Journalistin und Filmemacherin
- Prader, Andrea (1919–2001), Schweizer Kinderarzt und EndokrinologeAndrea Prader (1919–2001)

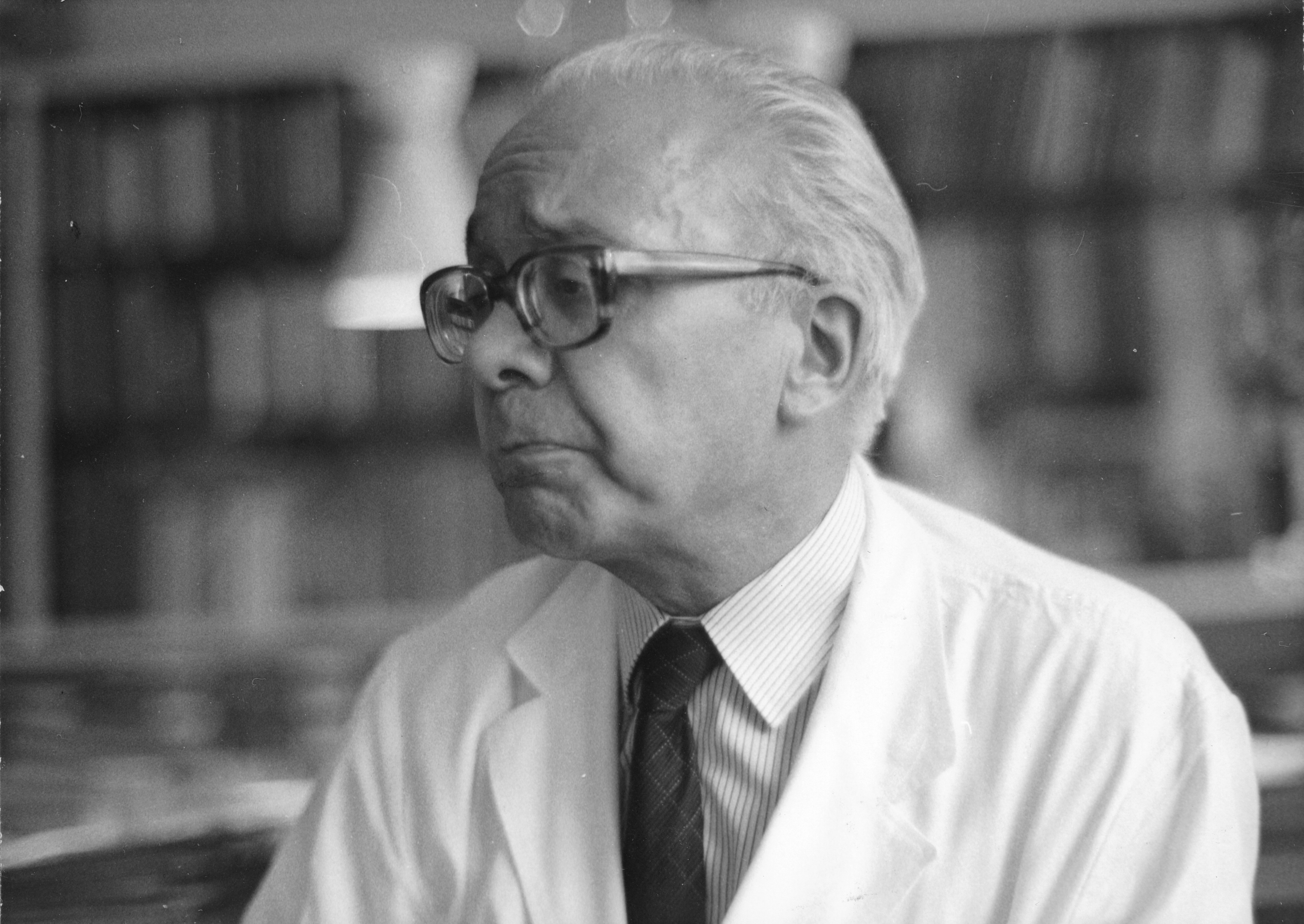
Andrea Prader (1919–2001)

- Prader, Clemens (* 1979), österreichischer Berufsgolfer
- Prader, Georg (1880–1942), niederösterreichischer Politiker (CSP, VF), Landtagsabgeordneter
- Prader, Georg (1917–1985), österreichischer Politiker (ÖVP), Abgeordneter zum Nationalrat, Verteidigungsminister, Mitglied des Bundesrates
- Prader, Hans (* 1951), österreichischer Volkswirtschaftler, Exekutivdirektor Internationaler Währungsfonds
- Prader, Josef (1915–2006), italienischer Geistlicher, Erzbischof von Samoa-Apia und Kardinal
- Prader, Robert (* 1960), österreichischer Militär
- Pradera, Javier (1934–2011), spanischer Journalist und Verleger
- Pradera, María Dolores (1924–2018), spanische Sängerin und Schauspielerin
- Pradera, Mikel (* 1975), spanischer Radrennfahrer
- Pradere, Enrique, mexikanischer Fußballspieler
- Pradervand, Jean-Pierre (1908–1996), Schweizer Politiker (FDP)
- Pradervand-Kernen, Maryse (* 1979), Schweizer Rechtswissenschaftlerin
- Prades, Eduard (* 1987), spanischer Radrennfahrer
- Prades, Jean-Martin de († 1782), französischer Theologe, Beiträger zur Encyclopédie
- Prades, José Ignacio (* 1975), spanischer Handballtrainer
- Pradetto, August (* 1949), deutscher Politikwissenschaftler
- Pradetto, Wilma (* 1951), österreichische Dokumentarfilmerin
- Prádez y Gautier, Roberto (1772–1836), spanischer Künstler und Lehrer für Gehörlose
- Pradhan, Goma, bhutanische Langstreckenläuferin
- Pradhan, Manita Shrestha (* 1999), nepalesische Judoka
- Pradher, Louis-Barthélémy (1782–1843), französischer Pianist, Komponist und Musikpädagoge
- Pradié, Aurélien (* 1986), französischer Politiker (Les Républicains)
- Pradier, James (1790–1852), französisch-schweizerischer Bildhauer
- Pradier, Perrette (1938–2013), französische Schauspielerin
- Pradier-Fodéré, Paul (1827–1904), französischer Jurist und Publizist
- Pradilla y Ortiz, Francisco (1848–1921), spanischer Maler
- Pradille, Claude (* 1942), französischer Politiker
- Pradines, Maurice (1874–1958), französischer Philosoph
- Pradipat Armatantri (* 1993), thailändischer Fußballspieler
- Pradipta, Rizki Amelia (* 1990), indonesische Badmintonspielerin
- Pradit Taweechai (* 1979), thailändischer Fußballspieler
- Pradl, Anton (1892–1966), österreichischer Politiker, Landtagsabgeordneter im Burgenland
- Prado Ángelo, Juan Carlos (* 2005), bolivianischer Tennisspieler
- Prado Aránguiz, Francisco Javier (1929–2020), chilenischer Ordensgeistlicher, römisch-katholischer Bischof von Rancagua
- Prado Ayuso, Fernando (* 1969), spanischer römisch-katholischer Ordensgeistlicher und Bischof von San Sebastián
- Prado Baca, Mariano (1776–1837), Supremo Director der Provinz El Salvador
- Prado Bolaños, Julio Enrique (* 1943), kolumbianischer Geistlicher, emeritierter römisch-katholischer Bischof von Pasto
- Prado Júnior, Caio (1907–1990), brasilianischer Historiker, Geograph, Schriftsteller und Politiker
- Prado Paz, Miguel (1905–1987), mexikanischer Komponist
- Prado Peralta, Germán (1891–1974), spanischer Musikwissenschaftler
- Prado Pérez-Rosas, Manuel (1923–2011), peruanischer Ordensgeistlicher, Erzbischof von Trujillo
- Prado Proaño, Eugenio (1897–1969), mexikanischer Politiker
- Prado Salmón, Gary (1938–2023), bolivianischer Militär und Diplomat
- Prado Sejas, Iván (* 1953), bolivianischer Psychologe, Schriftsteller und Dichter
- Prado y Ugarteche, Manuel (1889–1967), peruanischer Politiker, Präsident Perus (1939–1945 und 1956–1962)
- Prado, Abelardo Bueno do (1896–1961), brasilianischer Diplomat
- Prado, Adélia (* 1935), brasilianische Schriftstellerin
- Prado, Almeida (1943–2010), brasilianischer Komponist und Pianist
- Prado, Blas de, spanischer Maler
- Prado, Casiano de (1797–1866), spanischer Minen-Ingenieur und Geologe
- Prado, Eliseo (1929–2016), argentinischer Fußballspieler
- Prado, Fernando de (* 1963), spanischer Historiker und Autor
- Prado, Guilherme Raymundo do (* 1981), brasilianischer Fußballspieler
- Prado, Jesús (* 1946), mexikanischer Fußballspieler
- Prado, Joana (* 1976), brasilianisches Model
- Prado, Lilia (1928–2006), mexikanische Schauspielerin
- Prado, Manuel (1863–1932), argentinischer Militär und Historiograph
- Prado, Manuelcha (* 1957), peruanischer Gitarrist, Sänger, Komponist und Sammler traditioneller Lieder
- Prado, Mariano Ignacio (1826–1901), peruanischer Militär und zweimaliger Staatspräsident
- Prado, Miguelanxo (* 1958), spanischer Comiczeichner
- Prado, Néstor (* 1937), argentinischer Tangosänger
- Prado, Pablo Vizcaíno (* 1951), guatemaltekischer Geistlicher, Bischof von Suchitepéquez-Retalhuleu
- Prado, Pedro (1886–1952), chilenischer Schriftsteller
- Prado, Ricardo (* 1965), brasilianischer Schwimmer
- Pradon, Jacques (1644–1698), französischer Tragödiendichter
- Pradon, Jérôme (* 1964), französischer Schauspieler und Sänger
- Prador, Irene (1911–1996), österreichische Schauspielerin, Sängerin und Autorin
- Prados, Beñat (* 2001), spanischer Fußballspieler
- Prados, Marina (* 1994), Autorin, Regisseurin und Produzentin
- Přádová, Martina (* 1991), tschechische Tennisspielerin
- Pradt, Dominique Dufour de (1759–1837), französischer Schriftsteller, Diplomat und Erzbischof
- Pradt, Walter (1949–2014), deutscher Fußballspieler und -trainer
- Prady, Bill (* 1960), US-amerikanischer Drehbuchautor und FilmproduzentBill Prady (* 1960)

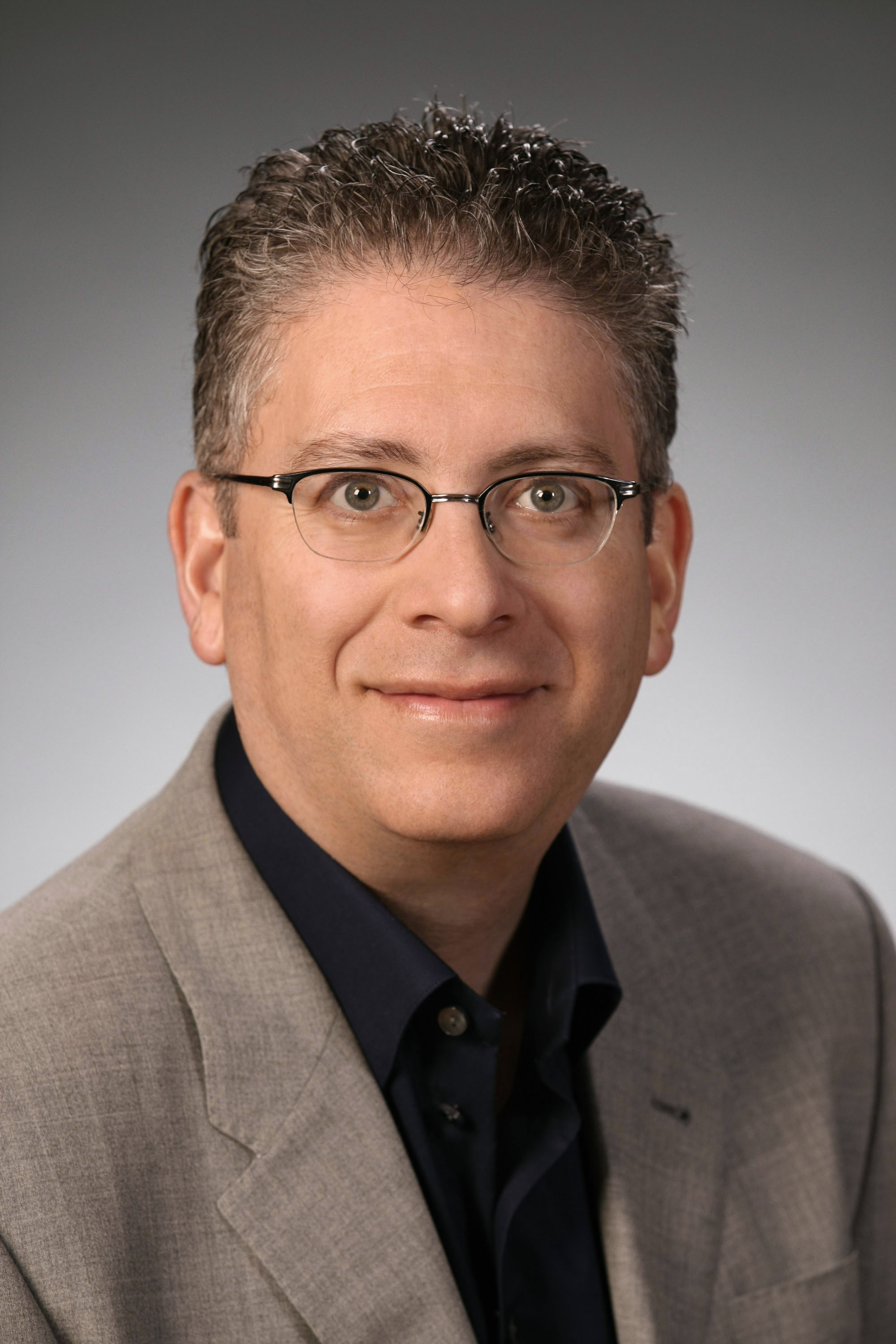
Bill Prady (* 1960)

- Prądzyński, Ignacy (1792–1850), polnischer Ingenieur, Militärtheoretiker und Offizier

### Prae
- Praechter, Charlotte (* 1918), deutsche Politikerin (DFD)
- Praechter, Karl (1858–1933), deutscher Klassischer Philologe
- Praecilius Clemens Iulianus, Lucius, römischer Offizier (Kaiserzeit)
- Praed, Michael (* 1960), britischer Schauspieler und Sänger
- Praed, Rosa Campbell (1851–1935), australische Schriftstellerin mit englischen Wurzeln
- Praed, Winthrop Mackworth (1802–1839), britischer Politiker und Schriftsteller
- Praedel, Christiane (* 1971), deutsche Tischtennisspielerin
- Praedel, Walter (1911–1962), deutscher Ofen- und Landarbeiter, Opfer des Stalinismus
- Praefcke, Klaus (1933–2013), deutscher Chemiker
- Praefcke, Robert (1831–1910), deutscher Verwaltungsjurist
- Praefcke, Victor (1842–1931), deutscher Pädagoge und evangelisch-lutherischer Geistlicher
- Praefcke, Viktor (1872–1962), deutscher Admiralarzt
- Praeger, Cheryl (* 1948), australische Mathematikerin
- Praeger, Heinrich Aloys (1783–1854), niederländisch-deutscher Musikdirektor, Geiger und Komponist, sowie Kapellmeister
- Praeger, Rosamond (1867–1954), irische Künstlerin, Bildhauerin, Illustratorin und Dichterin
- Praehauser, Ludwig (1877–1961), österreichischer Kunsthistoriker
- Praeker, Manfred (1951–2012), deutscher Musikproduzent, Gitarrist und Bassist, Sänger (Solo & Background)
- Praël, Otto (1793–1862), Architekt, königlich hannoverscher Baubeamter
- Praeonapa Khenjantuek (* 1992), thailändische Gewichtheberin
- Praesent, Angela (1945–2009), deutsche Übersetzerin, Verlagslektorin und Schriftstellerin
- Praesent, Auguste Henriette (1782–1856), Kauffrau
- Praesent, Hans (1888–1946), deutscher Geograph und Bibliothekar
- Præst, Karl Aage (1922–2011), dänischer Fußballspieler
- Praet, Dennis (* 1994), belgischer Fußballspieler
- Praet, Ludwig von (1488–1556), Adliger, Diplomat und Staatsmann unter Kaiser Karl V.
- Praet, Peter (* 1949), belgischer Ökonom
- Praetere, Julius de (1879–1947), belgischer Maler, Grafiker und Verleger
- Praetextatus, römischer Jurist
- Praetextatus († 586), Bischof von Rouen
- Praetextatus, Vettius Agorius († 384), heidnischer römischer Senator der Spätantike
- Praetorius, Anton (1560–1613), deutscher Pfarrer, theologischer Schriftsteller der calvinistischen Bewegung und Kämpfer gegen Hexenprozesse und Folter
- Praetorius, Barbara (* 1964), deutsche Volkswirtin und Politikwissenschaftlerin
- Praetorius, Bartholomaeus († 1623), deutscher Komponist und Musiker
- Praetorius, Carl Gotthelf (1763–1832), Ratspräsident von Thorn und Regionalhistoriker
- Praetorius, Christoph (1631–1713), deutscher Richter am Quartalsgericht Stendal, Verwaltungsbeamter, Kämmerer, Archivar und Liederdichter
- Praetorius, Ephraim (1657–1723), Prediger in Danzig und Thorn
- Praetorius, Ernst (1880–1946), deutscher Dirigent, Generalmusikdirektor, Hochschullehrer und Musikhistoriker
- Praetorius, Franz (1847–1927), deutscher Orientalist
- Praetorius, Friedrich (* 1996), deutscher Dirigent
- Praetorius, Friedrich-Karl (* 1952), deutscher Schriftsteller, Theater- und Filmschauspieler
- Praetorius, Georg (1878–1944), deutscher Mediziner und Urologe
- Praetorius, Gisela (1902–1981), deutsche Pädagogin und Politikerin (CDU), MdL, MdB
- Praetorius, Hans Philipp († 1732), königlich-dänischer Generalmajor und zuletzt Kommandant von Kronborg
- Praetorius, Hieronymus (1560–1629), deutscher Organist und Komponist
- Praetorius, Hieronymus (1595–1651), deutscher Geistliche, Theologen, Physiker und Hochschullehrer
- Praetorius, Hieronymus (1614–1629), deutscher Organist und Komponist
- Praetorius, Hugo (1835–1904), deutscher Politiker und Gutsbesitzer in Pommern, MdR
- Praetorius, Ina (* 1956), evangelische, feministische Theologin
- Praetorius, Jacob der Ältere († 1586), deutscher Komponist und Organist
- Praetorius, Jacob der Jüngere (1586–1651), deutscher Organist und Komponist
- Praetorius, Jakob Chrysostomus (* 1730), deutscher Ingenieur
- Praetorius, Joachim (1566–1633), deutscher lutherischer Theologe, Hochschul- und Gymnasiallehrer und Kirchenlieddichter
- Praetorius, Johann (1594–1656), deutscher Pädagoge
- Praetorius, Johann (1595–1660), deutscher Organist und Komponist
- Praetorius, Johann (1634–1705), deutscher Pädagoge, Astronom und Physiker
- Praetorius, Johann Philipp (1696–1766), deutscher Librettist
- Praetorius, Johannes (1630–1680), deutscher Schriftsteller und Gelehrter
- Praetorius, Johannes (1794–1863), Landtagsabgeordneter Großherzogtum Hessen
- Praetorius, Lisedore (1916–2009), deutsche Cembalistin und Musikpädagogin
- Praetorius, Ludwig Max (1813–1887), deutscher Maler
- Praetorius, Michael († 1621), deutscher Komponist und MusikschriftstellerMichael Praetorius († 1621)

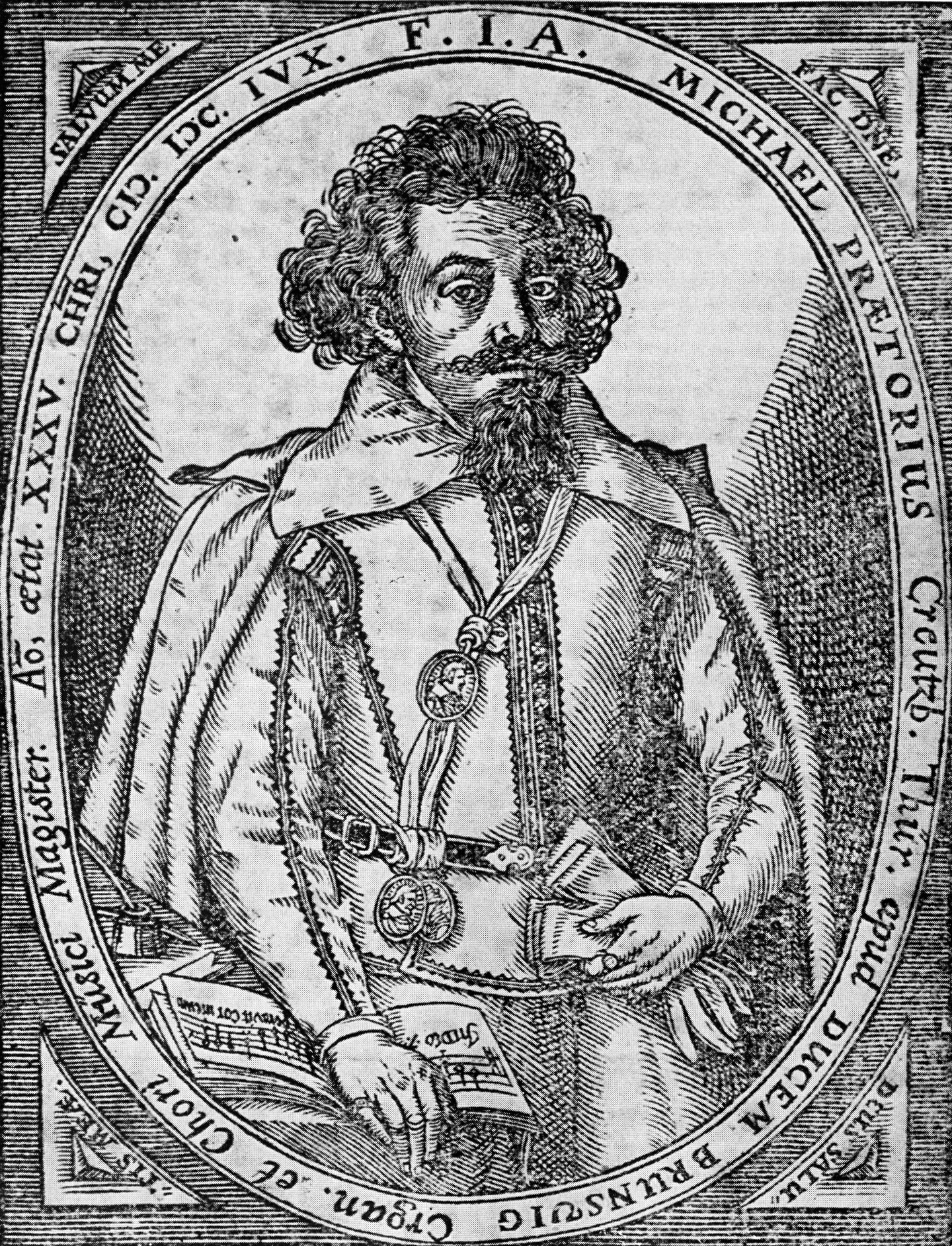
Michael Praetorius († 1621)

- Praetorius, Michael senior, deutscher evangelischer Theologe
- Praetorius, Nathanael (1722–1791), Bürgermeister von Thorn
- Praetorius, Otfried (1878–1964), deutscher Gymnasialprofessor und Genealoge
- Praetorius, Otto (1636–1668), deutscher Historiker und Hochschullehrer
- Praetorius, Paulus (1521–1565), Pädagoge und Gelehrter
- Praetorius, Petrus († 1588), deutscher evangelischer Theologe und Schriftsteller
- Praetorius, Pia (* 1963), deutsche Kirchenmusikerin und Kantorin
- Praetorius, Stephan (1536–1603), evangelischer Theologe
- Praetorius, Susanne (* 1961), deutsche Malerin
- Praetorius, Zacharias (1535–1575), Poet und Theologe
- Praetz, Claire (1886–1955), deutsche Schauspielerin auf der Bühne und im Stummfilm
- Praetz, Irmgard (1920–2008), deutsche Leichtathletin

### Prag
- Prag, Joachim (1937–2012), deutscher SED-Funktionär, FDJ-Funktionär
- Prag, Sophie (1895–1955), deutsche Kinderärztin
- Praga Khan (* 1959), belgischer Musikproduzent, Komponist, Sänger und DJ
- Praga, Emilio (1839–1875), italienischer Maler, Schriftsteller und Librettist
- Pragal, Peter (* 1939), deutscher Journalist
- Prägant, Florian (* 1983), österreichischer Berufsgolfer
- Prager, Albert (1842–1915), österreichischer Politiker, Journalist
- Prager, Bernhard (1867–1934), deutscher Chemiker
- Präger, Christfried (1943–2002), deutscher Bildhauer
- Prager, Christl (* 1948), österreichische Wienerliedsängerin
- Prager, Dennis (* 1948), US-amerikanischer Autor und RednerDennis Prager (* 1948)

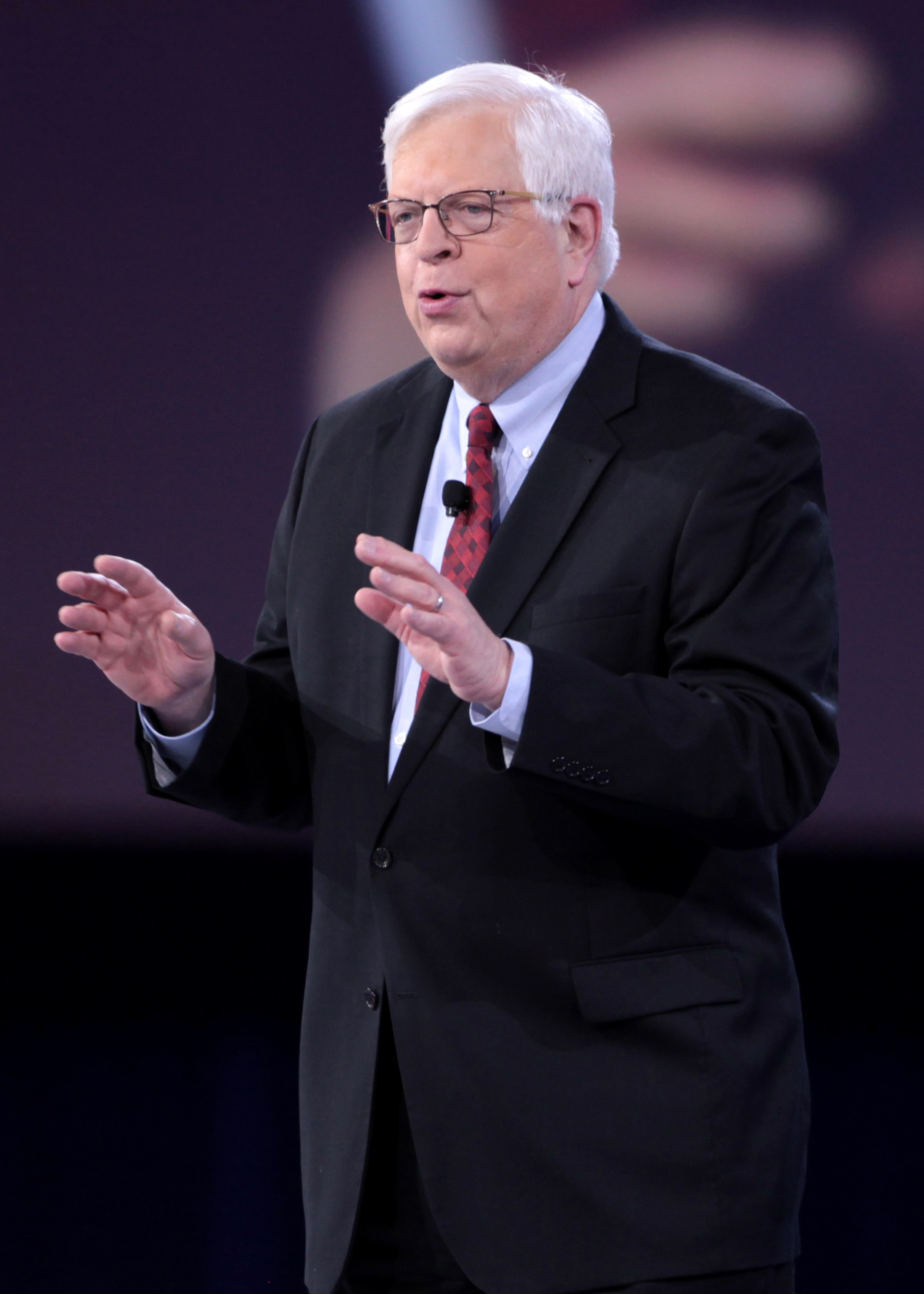
Dennis Prager (* 1948)

- Präger, Elias (1767–1847), deutscher Rabbiner
- Prager, Eugen (1876–1942), deutscher sozialdemokratischer Publizist
- Prager, Eugen (1894–1967), austrobritischer Verleger
- Prager, Eva (1912–2010), deutsch-kanadische Grafikerin und Malerin
- Präger, Frank (* 1961), deutscher Archivar und Historiker
- Prager, Gerd (1896–1975), deutscher Schauspieler, Synchronsprecher und Regisseur
- Prager, Gerhard (1920–1975), deutscher Redakteur, Fernsehproduzent und Schriftsteller
- Prager, Gottlieb (1839–1920), deutscher Gutsbesitzer und Politiker, MdL
- Prager, Günther (1911–1976), deutscher Politiker (NSDAP), MdR
- Prager, Hans (1887–1940), österreichischer Schriftsteller und Philosoph
- Prager, Hans Georg (1925–2018), deutscher Schifffahrtskonsulent, Schriftsteller und Publizist
- Prager, Heinz-Günter (1944–2025), deutscher Bildhauer, Zeichner und Grafiker
- Prager, Isaac (1847–1905), liberaler Rabbiner
- Prager, Josef (1886–1975), österreichischer Fußballspieler
- Prager, Karel (1923–2001), tschechischer Architekt
- Prager, Karl von (1875–1959), deutscher General der Infanterie im Zweiten Weltkrieg
- Prager, Katharina (* 1979), österreichische Historikerin
- Prager, Kurt (1901–1969), deutscher Mundartdichter
- Prager, Ladislaus († 1514), Erbmarschall von Kärnten, Hauptmann von Wiener Neustadt, Truchsess und Kämmerer von Kaiser Friedrich III.
- Prager, Mathilde (1844–1921), österreichische Literaturwissenschaftlerin, Erzählerin und Übersetzerin
- Prager, Mirjam (1906–1987), österreichische Benediktinerin und Autorin
- Präger, Moses (1817–1861), deutscher Rabbiner und Autor
- Prager, Norbert (1891–1965), deutscher Kaufmann und Vorsteher der Jüdischen Gemeinde in Hannover
- Prager, Olga (1872–1930), österreichische Malerin
- Prager, Peter (* 1952), deutscher Schauspieler
- Prager, Richard (1883–1945), Astronom
- Prager, Robert (1886–1918), deutscher Bergarbeiter
- Präger, Roy (* 1971), deutscher Fußballspieler
- Prager, Stephan (1875–1969), deutscher Architekt, preußischer Baubeamter, Überlebender des Holocaust
- Prager, Theodor (1917–1986), österreichischer Ökonom und Journalist
- Prager, Thomas (* 1985), österreichischer Fußballspieler
- Prager, Ueli (1916–2011), Schweizer Unternehmer und Gründer von Mövenpick
- Prager, Volkmar (* 1945), deutscher Fußballspieler
- Prager, Walter (1910–1984), Schweizer Skirennläufer
- Prager, Wilhelm (1876–1955), deutscher Theaterschauspieler und -regisseur, Filmregisseur und Filmproduzent
- Prager, William (1903–1980), deutscher Ingenieur, angewandter Mathematiker und Hochschullehrer
- Prager, Willy (1877–1956), deutscher Schauspieler, Regisseur, Kabarettist, Librettist und Drehbuchautor
- Prager, Wolf († 1579), Ratsherr und Bürgermeister von Freiberg
- Praggnanandhaa, R. (* 2005), indischer SchachspielerR. Praggnanandhaa (* 2005)

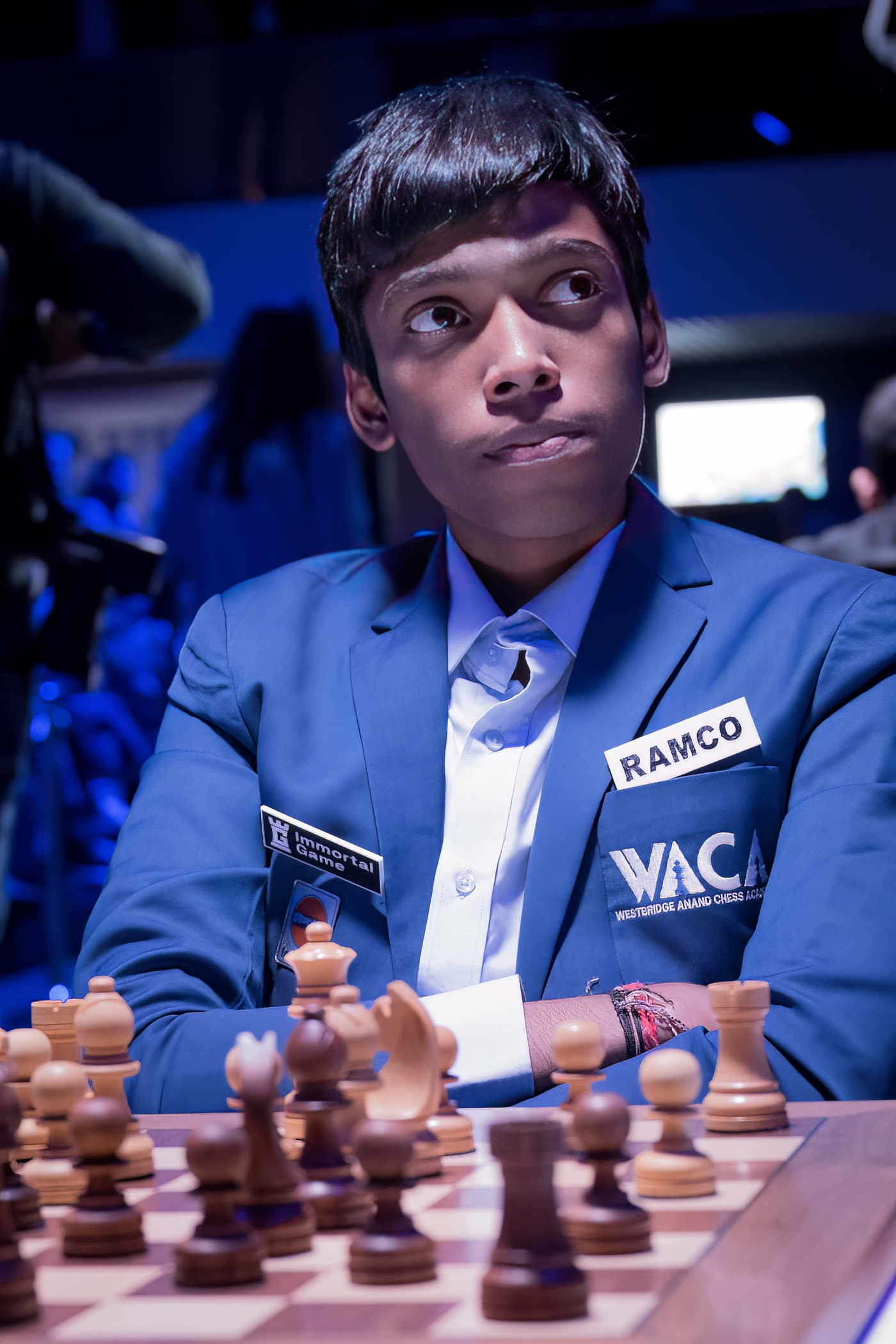
R. Praggnanandhaa (* 2005)

- Pragher, Willy (1908–1992), deutscher Fotograf und Bildjournalist
- Pragnell, Festus (1905–1977), britischer Science-Fiction-Autor
- Pragst, Fritz (* 1941), deutscher Chemiker und Forensischer Toxikologe
- Praguer Coelho, Olga (1909–2008), brasilianische Sängerin und Komponistin

### Prah
- Prah, Kofi Amoah (* 1974), deutscher Weitspringer
- Prah, Uroš (* 1988), slowenischer Lyriker, Schriftsteller und Redakteur
- Prahalad, C. K. (1941–2010), indischer Wirtschaftswissenschaftler, Unternehmensberater und Autor
- Prähauser, Bernhard (1921–2016), österreichischer Bildhauer
- Prähauser, Stefan (* 1948), österreichischer Politiker (SPÖ), Abgeordneter zum Nationalrat und Bundesrat
- Praher, Adelheid (* 1933), österreichische Politikerin (SPÖ), Abgeordnete zum Nationalrat
- Prahl, Axel (* 1960), deutscher Schauspieler, Synchronsprecher und MusikerAxel Prahl (* 1960)

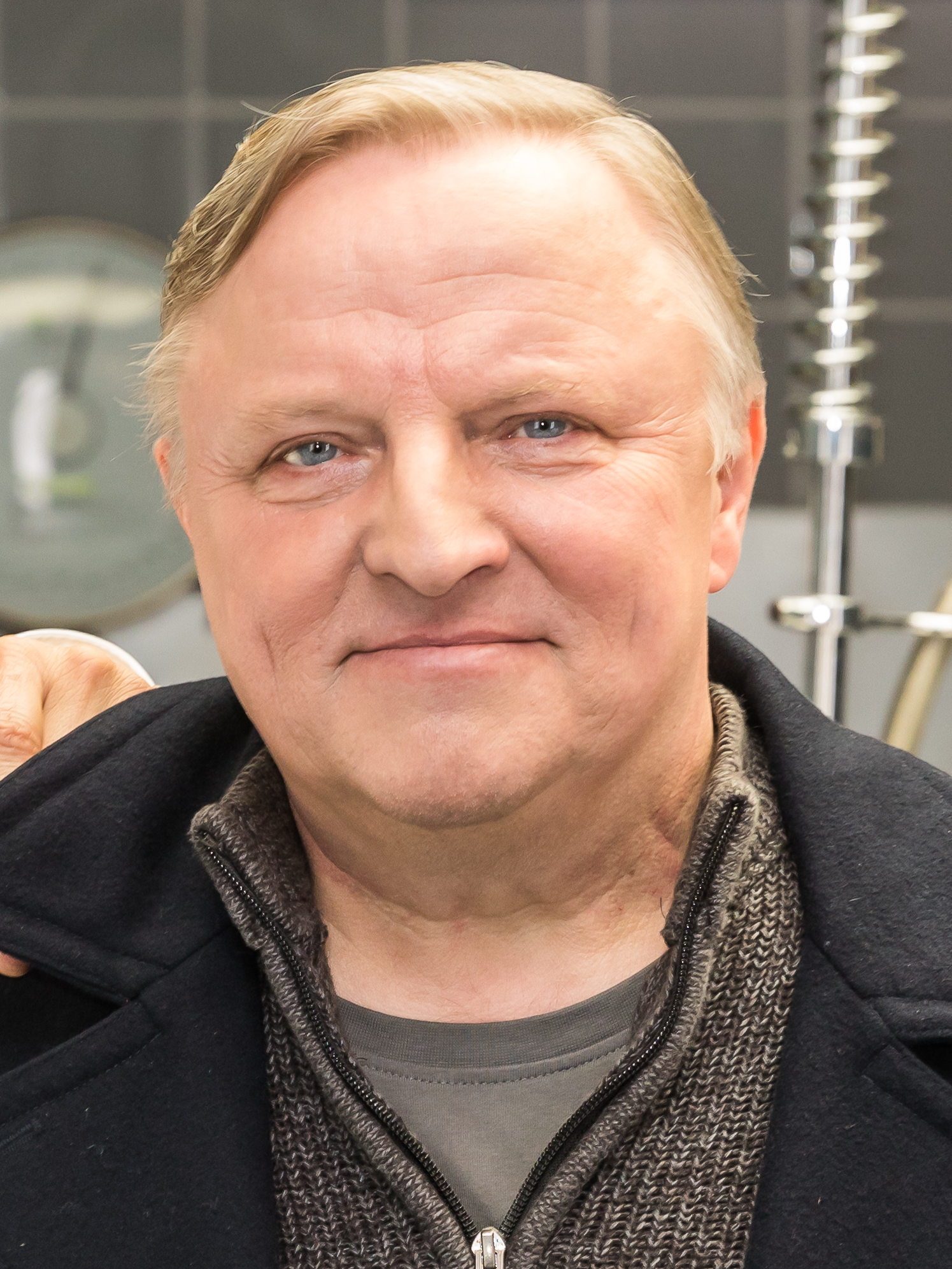
Axel Prahl (* 1960)

- Prahl, Beate (* 1972), deutsche Schauspielerin
- Prahl, Hans-Werner (1944–2024), deutscher Soziologe und Hochschullehrer
- Prahl, Henry von (1948–1989), kolumbianischer Meeresbiologe
- Prahl, Isabel (* 1978), deutsche Filmregisseurin
- Prahl, Jürgen Paul (1772–1813), Lübecker Knochenhauermeister und Opfer der französischen Okkupation
- Prahl, Karl (1882–1948), deutscher Kunstmaler und Grafiker
- Prahl, Peter (1843–1911), deutscher Sanitätsoffizier und Botaniker
- Prahl, Tom (* 1949), schwedischer Fußballtrainer
- Prahm, Jean (* 1978), US-amerikanische Bobsportlerin
- Prähofer, Hans (1920–2005), deutscher Maler, Bildhauer, Grafiker und Schriftsteller
- Prähofer, Sybille (* 1972), österreichische Politikerin (ÖVP), Landtagsabgeordnete in Oberösterreich
- Prahs, Madeleine (* 1980), deutsche Autorin
- Prahst Martinez, Mirjam (* 1987), deutsche Schwimmerin und Behindertensportlerin, Medaillengewinnerin bei Special Olympics World Games
- Prahst, Adolph (1829–1919), deutscher Architekt und mecklenburgischer Baubeamter

### Prai
- Praidlohn, Franz Xaver Andreas von (1689–1757), kurfürstlich bayerischer Wirklicher Geheimer Staatskanzler
- Praimnath, Stanley, US-amerikanischer Überlebender des Anschlags auf das World Trade Center (WTC)
- Prain, David (1857–1944), schottischer Botaniker
- Prainsack, Barbara (* 1975), österreichische Politikwissenschaftlerin, Universitätsprofessorin und Sachbuchautorin
- Prais, Luis (1925–2005), uruguayischer Fußballspieler
- Prais, Sigbert (1928–2014), deutsch-britischer Wirtschaftswissenschaftler und Mathematiker

### Praj
- Prajadhipok (1893–1941), König von Siam (1925–1935)Prajadhipok (1893–1941)

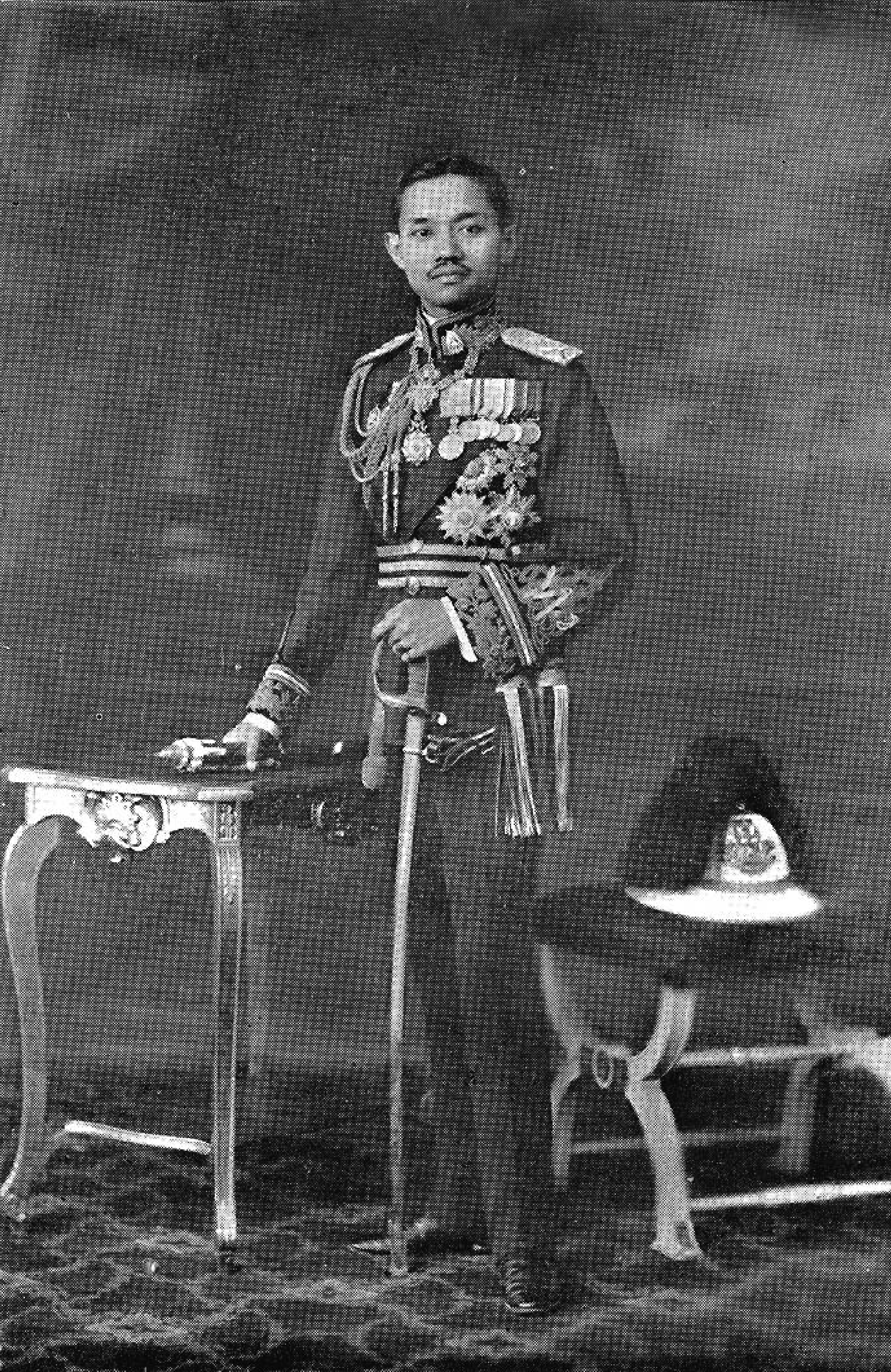
Prajadhipok (1893–1941)

- Prajak Weangsong (* 1969), thailändischer Fußballtrainer
- Prajara, Tadas (* 1986), litauischer Politiker
- Prajka, Metoděj (1898–1962), tschechischer Komponist
- Prajongjai, Rawinda (* 1993), thailändische Badmintonspielerin
- Prajoux, Belus (* 1955), chilenischer Tennisspieler
- Prajusha, Maliakhal (* 1987), indische Leichtathletin

### Prak
- Prak, Lotte (* 1992), niederländische Handballspielerin
- Prakaikiat Sukkong (* 1997), thailändischer Fußballspieler
- Prakapenja, Anton (* 1988), belarussischer Handballspieler
- Prakapenka, Nastassja (* 1985), belarussische Pentathletin
- Prakasam, Doraboina Moses (* 1957), indischer Geistlicher, Bischof von Nellore
- Prakasam, T. (1872–1957), indischer Politiker
- Prakash Saginala, Paul (* 1960), indischer römisch-katholischer Geistlicher, Bischof von Cuddapah
- Prakash Verma, Shishpal (* 1988), indischer Mittelstreckenläufer
- Prakash, Aditya (* 1990), indischer Badmintonspieler
- Prakash, Amrita (* 1987), indische Filmschauspielerin und Model
- Prakash, C. S., indischer Molekularbiologe
- Prakash, Cedric (* 1951), indischer Menschenrechtsaktivist
- Prakash, Khemchand (1907–1950), indischer Filmkomponist des Hindi-Films
- Prakash, Madappa (* 1953), indischer Astrophysiker und Kernphysiker
- Prakash, Sheila Sri (* 1955), indische Architektin
- Prakash, Uday (* 1952), indischer Autor, Dichter und Regisseur von Dokumentarfilmen
- Prakash, Viji (* 1956), indische Tänzerin und Tanzpädagogin
- Prakatsen, Hanna (* 1992), belarussische, russische und usbekische Ruderin
- Präkels, Manja (* 1974), deutsche Schriftstellerin, Komponistin und Sängerin
- Präkels, Sven (* 1986), deutscher Handballspieler
- Präkelt, Volker (* 1956), deutscher Autor und Regisseur
- Prakit Deeprom (* 1988), thailändischer Fußballspieler
- Prakke, Hendricus (1900–1992), niederländischer Verleger und Professor für Publizistik
- Prakob Hutasingh (1912–1994), thailändischer Jurist und Politiker
- Prakopenka, Barbara (* 1992), deutsch-belarussische SchauspielerinBarbara Prakopenka (* 1992)

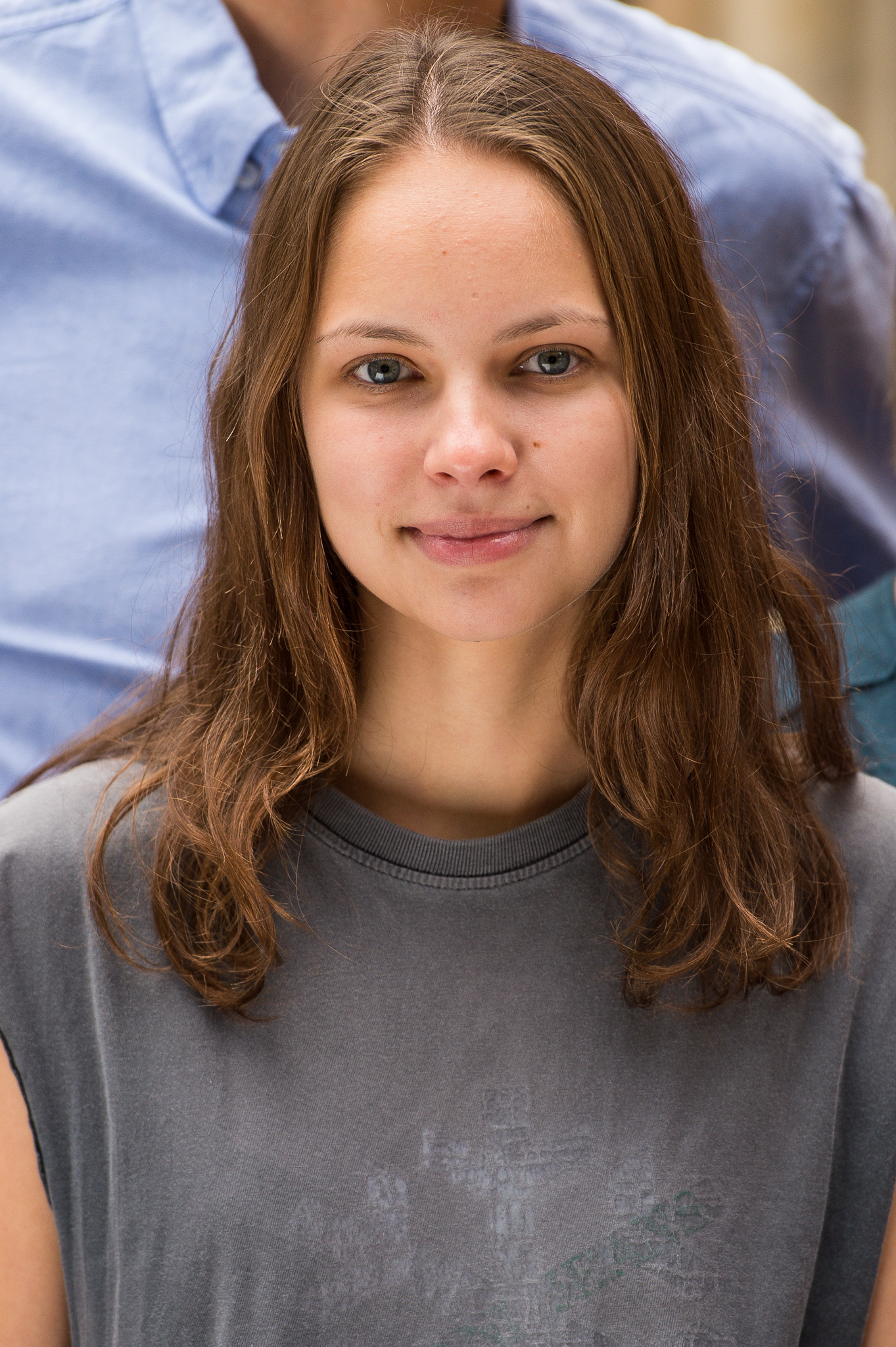
Barbara Prakopenka (* 1992)

- Praktiknjo, Aaron, deutscher Wirtschaftswissenschaftler
- Prakusya, Wynne (* 1981), indonesische Tennisspielerin

### Pral
- Prale, Alexander Wilhelm (1850–1910), estnischer Architekt in Flensburg
- Pralgo, Robert (* 1966), US-amerikanischer Schauspieler
- Pralija, Mladen (* 1959), jugoslawischer Fußballspieler und -trainer
- Pralija, Nenad (* 1970), kroatischer Fußballspieler
- Praljak, Slobodan (1945–2017), kroatischer Regisseur und MilitärangehörigerSlobodan Praljak (1945–2017)

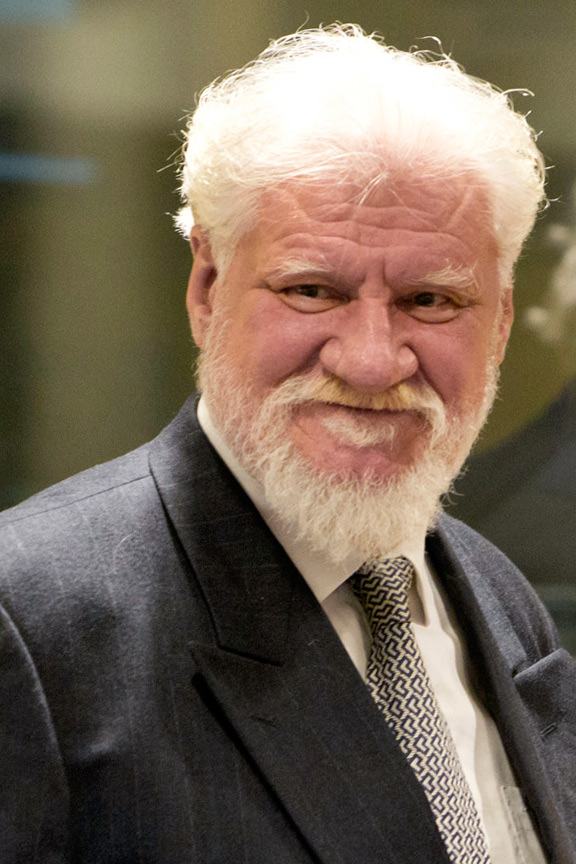
Slobodan Praljak (1945–2017)

- Prall, Anning Smith (1870–1937), US-amerikanischer Politiker
- Prall, Dietrich, lüneburgischer und stadthannoverscher Münzmeister
- Prall, Hermann, deutscher Münzmeister
- Pralle, Egon (1900–1987), deutscher Politiker (BHE), MdL
- Pralle, Hermann (1863–1939), deutscher Verwaltungsjurist
- Pralle, Uwe (1954–2008), deutscher Kulturjournalist
- Pralle, Wilhelm (1810–1881), deutscher Beamter, Postdirektor Ornithologe und Oologe
- Pralong Sawandee (* 1987), thailändischer Fußballspieler
- Pralong, Candide (* 1990), Schweizer Skilangläufer

### Pram
- Pram, Christen (1756–1821), norwegischer Dichter
- Pram-Henningsen, Christian (1846–1892), dänischer Maler
- Pramanik, Pinki (* 1986), indische Leichtathletin
- Pramann, Jens (* 1942), deutscher Politiker (Partei Rechtsstaatlicher Offensive), MdHB
- Pramann, Uli, deutscher Sportjournalist und Autor
- Pramarn Adireksarn (1913–2010), thailändischer Diplomat und Politiker
- Pramatarski, Alexandar (* 1963), bulgarischer Politiker
- Pramberger, Romuald (1877–1967), österreichischer Volkskundler und Schriftsteller
- Pramberger, Ulrich († 1497), deutscher Geistlicher und Franziskaner
- Pramböck, Erich (1941–2009), österreichischer Politiker
- Pramendorfer, Hermann (1933–2024), österreichischer Politiker (ÖVP), Mitglied des Bundesrates
- Pramer, Hans (1882–1943), österreichischer Eisenbahner, Widerstandskämpfer und Opfer des NS-Regimes
- Prameshuber, Alexander (1926–1983), österreichischer Schachspieler
- Pramhofer, Christoph (* 1983), österreichischer Politiker (NEOS)Christoph Pramhofer (* 1983)

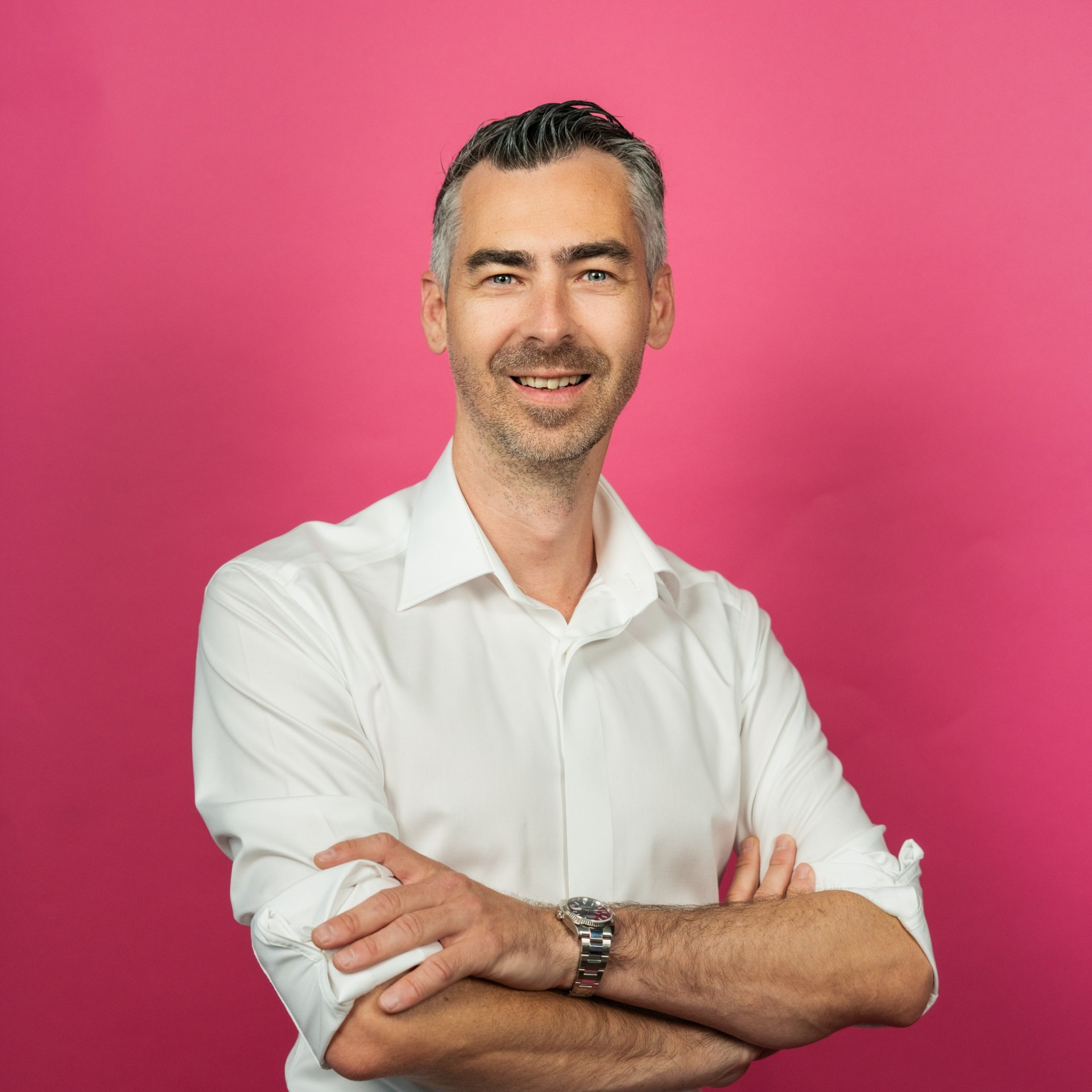
Christoph Pramhofer (* 1983)

- Praml, Gregor (* 1974), deutsch-französischer Jazzmusiker (Bass, Komposition) und Hörfunkmoderator, Kulturmanager
- Praml, Heinrich (1912–2004), deutscher Politiker (CSU), MdL
- Praml, Joanna-Maria (* 1980), deutsche Schauspielerin, Hörspielsprecherin, Regisseurin, Autorin und Coachin
- Praml, Rolf (* 1948), deutscher Rechtsanwalt, Kommunalpolitiker (SPD) und Staatssekretär
- Praml, Willy (* 1941), deutscher Theaterleiter und Bühnenregisseur
- Pramling Samuelsson, Ingrid (* 1946), schwedische Wissenschaftlerin
- Pramme, Wilhelm (1898–1965), deutscher Maler (Harzmaler)
- Prammer, Agnes Sirkka (* 1977), österreichische Politikerin (Grüne), Abgeordnete zum Nationalrat
- Prammer, Barbara (1954–2014), österreichische Politikerin (SPÖ), LandtagsabgeordneteBarbara Prammer (1954–2014)

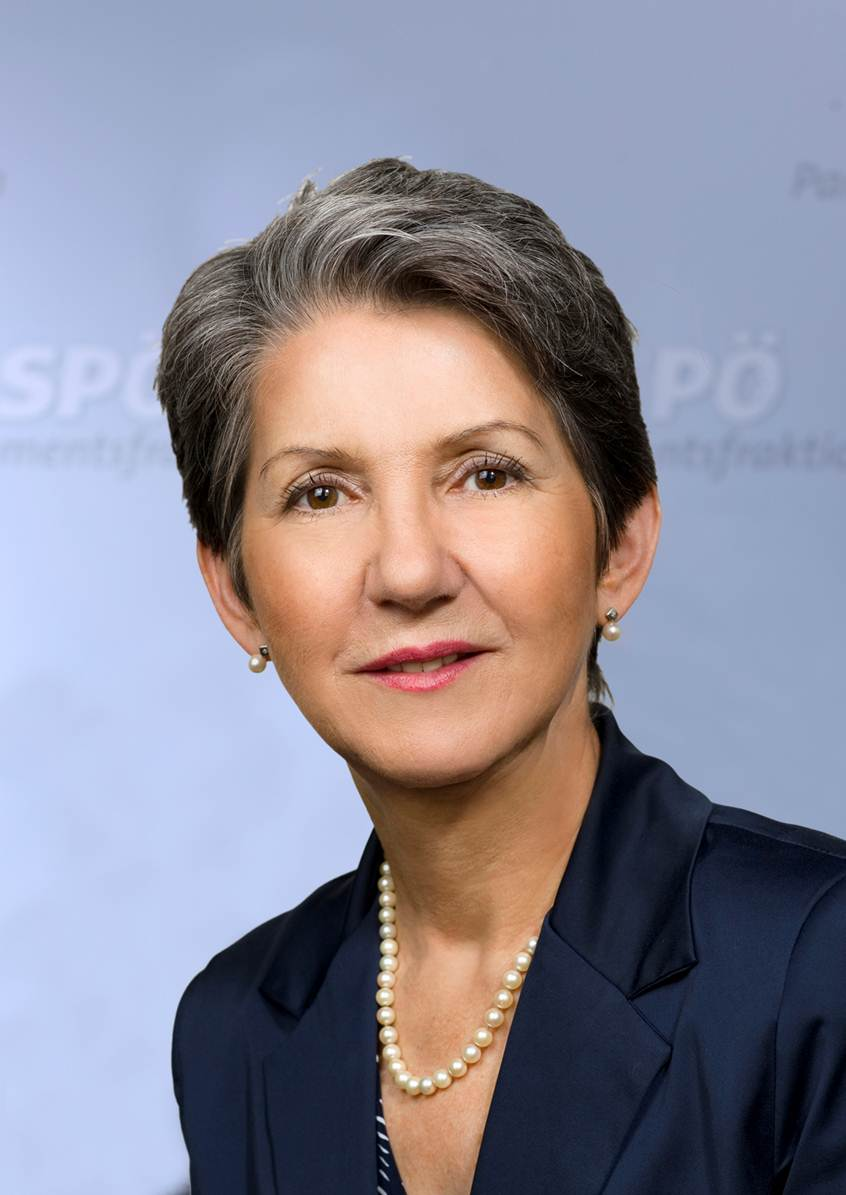
Barbara Prammer (1954–2014)

- Prammer, Dietmar (* 1974), österreichischer Politiker (SPÖ)
- Prammer, Heinz (* 1950), österreichischer Dirigent, Komponist und Kulturmanager
- Prammer, Johannes (1948–2020), österreichischer Provinzialrömischer Archäologe
- Prammer, Theresa (* 1974), österreichische Autorin, Schauspielerin und Regisseurin
- Prammer, Theresia (* 1973), österreichische Romanistin, Autorin, Übersetzerin und Essayistin
- Prammer, Thomas (* 1973), österreichischer Fußballschiedsrichter
- Pramnek, Eduard Karlowitsch (1899–1938), sowjetischer Staats- und Parteifunktionär
- Pramodika, Thilini (* 1996), sri-lankische Badmintonspielerin
- Pramotton, Richard (* 1964), italienischer Skirennläufer
- Prampolini, Camillo (1859–1930), italienischer sozialistischer Politiker
- Prampolini, Enrico (1894–1956), italienischer Maler, Bühnenbildner und Designer von Bühnenkostümen
- Pramsohler, Johannes (* 1980), italienischer Barockgeiger, Dirigent und PlattenproduzentJohannes Pramsohler (* 1980)

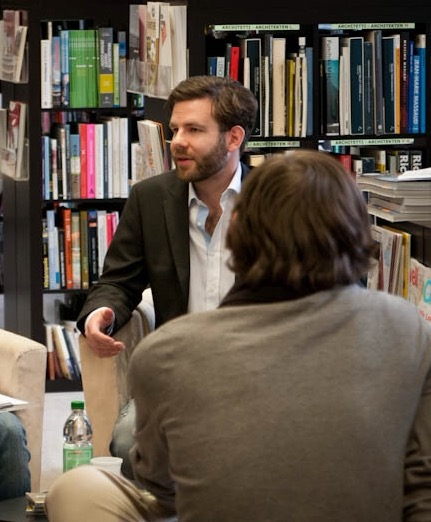
Johannes Pramsohler (* 1980)

- Pramstaller, Armin (1938–2002), österreichischer bildschaffender Künstler
- Pramstaller, Helmut (* 1966), österreichischer Snowboarder
- Pramstaller, Kilian (* 2002), österreichischer Skirennläufer
- Pramuk, Lyra (* 1990), US-amerikanische Sängerin, Komponistin und Performance-Künstlerin

### Pran
- Pran (1920–2013), indischer Schauspieler
- Pran Nath (1918–1996), indischer Sänger
- Pranaitis, Justinas Bonaventūra (1861–1917), litauischer römisch-katholischer Priester und Antisemit
- Pranavananda (1896–1941), hinduistischer Swami
- Pranckevičius, Arnoldas (* 1980), litauischer Diplomat, Politiker und Vizeminister
- Pranckh, Friedrich von († 1627), Ritter des Malteserordens
- Pranckh, Georg (1926–2005), österreichischer Politiker (ÖVP), Landtagsabgeordneter, Abgeordneter zum Nationalrat
- Pranckh, Georg (* 1952), österreichischer Landwirt und Politiker (FPÖ), Abgeordneter zum Nationalrat
- Pranckh, Hans von (1888–1945), deutscher Offizier sowie Schlossbesitzer und Heimwehrführer in Österreich
- Pranckh, Siegmund von (1821–1888), bayerischer General der Infanterie und Kriegsminister
- Pranckietis, Viktoras (* 1958), litauischer Agrarwissenschaftler und Politiker
- Pranckietis, Vincas Algirdas (1923–2016), katholischer Priester
- Prandau, Carl von (1792–1865), österreichischer Komponist, Pianist und Mäzen
- Prandelli, Cesare (* 1957), italienischer Fußballspieler und -trainerCesare Prandelli (* 1957)

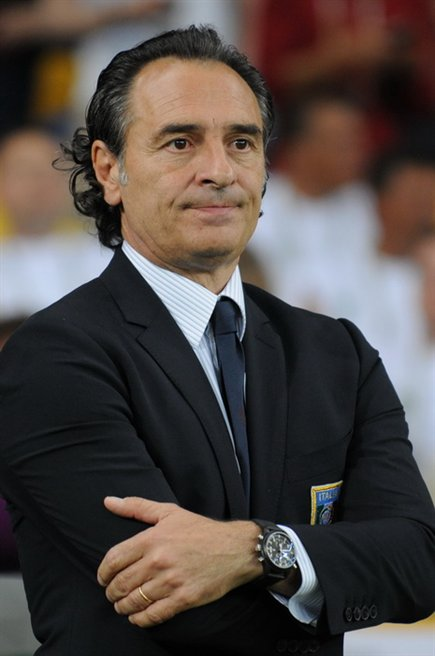
Cesare Prandelli (* 1957)

- Prandhoff, Agi (1921–2018), deutsche Schauspielerin und Synchronsprecherin
- Prandi, Elohim (* 1998), französischer Handballspieler
- Prandi, Raoul (* 1969), französischer Handballspieler
- Prandini, Jenna (* 1992), US-amerikanische Sprinterin und Weitspringerin
- Prandke, Wolfgang (1943–2013), deutscher Tischtennisspieler
- Prandl, Anton (1892–1976), deutscher Politiker (SPD), Bürgermeister und MdL
- Prandl, Daniel (* 1979), deutscher Jazzmusiker (Piano, Komposition)
- Prandl, Eduard (1871–1922), österreichischer Architekt
- Prandler, Agnes (1927–2013), österreichische Politikerin (SPÖ), Landtagsabgeordnete im Burgenland
- Prandota, Johann († 1266), römisch-katholischer Bischof von Krakau
- Prandschewa, Iwa (* 1972), bulgarische Weit- und Dreispringerin
- Prandstätter, Martin Joseph (1760–1798), österreichischer Jakobiner
- Prandstraller, Andrea (* 1959), italienischer Dokumentarfilmer und Filmregisseur
- Prandtauer, Jakob (1660–1726), österreichischer Barockbaumeister
- Prandtl, Alexander (1840–1896), deutscher Agrarwissenschaftler, Professor für Milchwirtschaft
- Prandtl, Ludwig (1875–1953), deutscher PhysikerLudwig Prandtl (1875–1953)

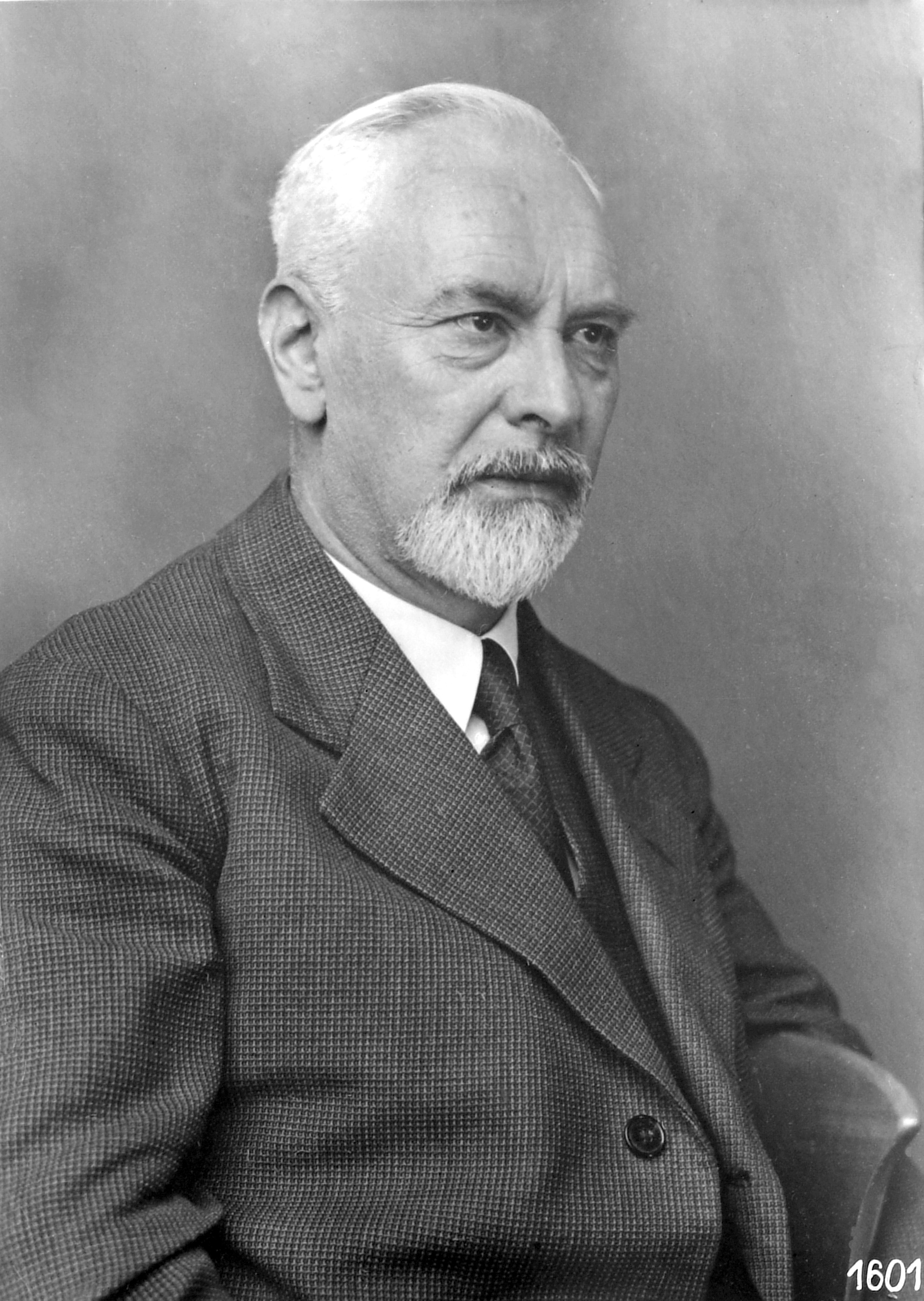
Ludwig Prandtl (1875–1953)

- Prandtl, Wilhelm (1878–1956), deutscher Chemiker und Chemiehistoriker
- Prandtner, Jakob (1819–1893), bayerischer Politiker
- Prandtstätter, Balthasar († 1756), österreichischer Bildhauer
- Pranevičienė, Birutė, litauische Juristin
- Pranevičius, Vincentas (* 1938), litauischer Politiker
- Prang, Alfred (1887–1967), deutscher Ministerialbeamter
- Prang, Georg (* 1961), deutscher Schauspieler
- Prang, Louis (1824–1909), Drucker, Lithograf und Verleger
- Prangcharoen, Narong (* 1973), thailändischer Komponisten
- Prange, Christian Friedrich (1752–1836), deutscher Philosoph, Jurist und Akademiker im Bereich der bildenden Künste
- Prange, Christl (1937–2024), deutsche Textilkünstlerin
- Prange, Conrad (1887–1946), preußischer Verwaltungsjurist und Landrat
- Prange, Georg (1885–1941), deutscher angewandter Mathematiker
- Prange, Gregory, US-amerikanischer Filmregisseur und Filmproduzent
- Prange, Hilmar (* 1944), deutscher Neurologe
- Prange, Jürgen (* 1965), deutscher Fußballspieler
- Prange, Klaus (1939–2019), deutscher Erziehungswissenschaftler
- Prange, Mathias (* 1957), deutscher Klassischer Archäologe
- Prange, Melanie (* 1977), deutsche Kunsthistorikerin und Diözesankonservatorin
- Prange, Michael (* 1968), deutscher Chemiker, Archäometallurge und Materialwissenschaftler
- Prange, Oliver (* 1964), Schweizer Journalist und Verleger
- Prange, Peter (* 1955), deutscher Schriftsteller, Philosoph, Drehbuchautor und UnternehmensberaterPeter Prange (* 1955)

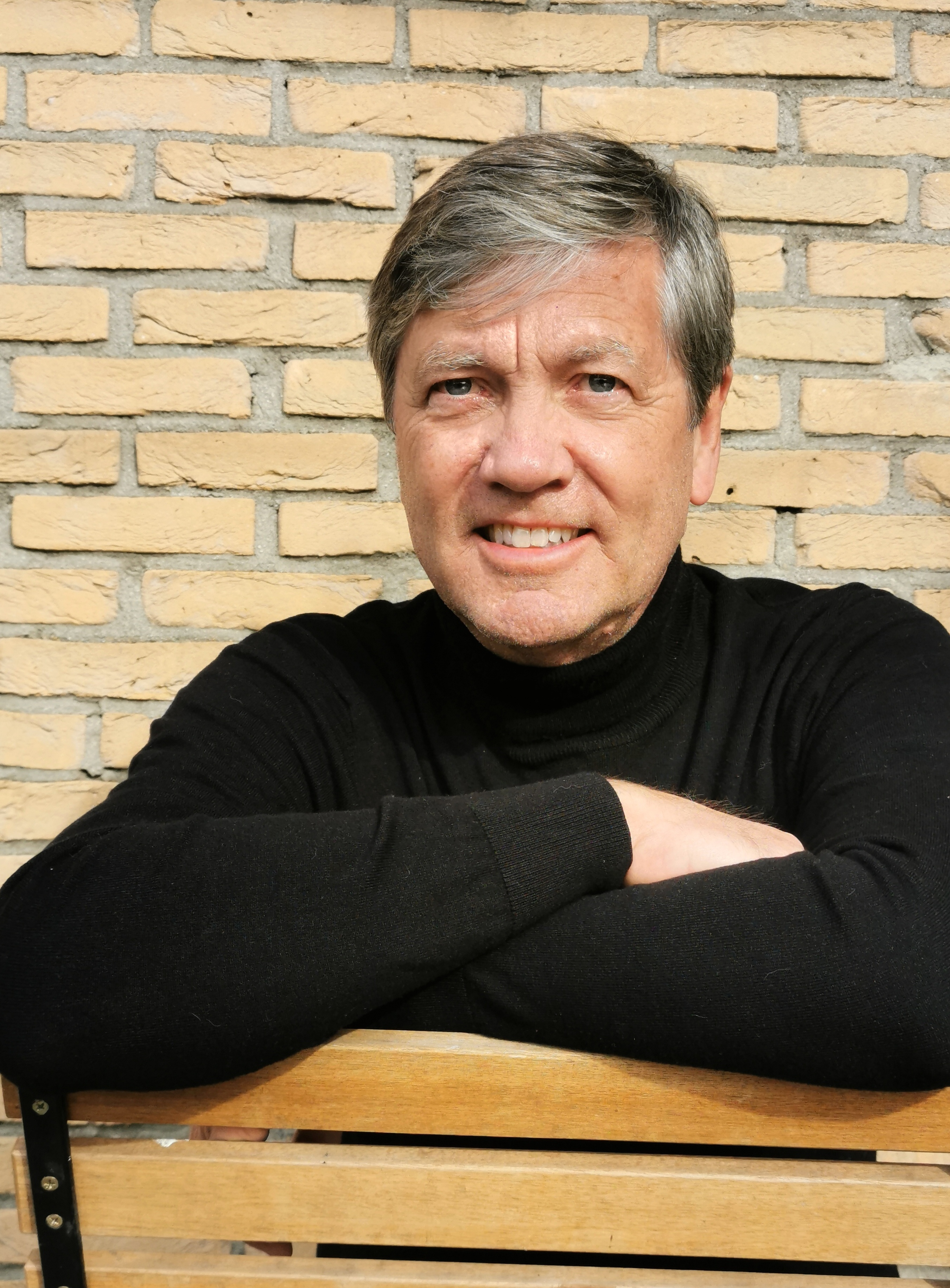
Peter Prange (* 1955)

- Prange, Regine (* 1958), deutsche Kunsthistorikerin und Hochschullehrerin
- Prange, Thomas (* 1974), deutscher Sprinter
- Prange, Ulf (* 1975), deutscher Rechtsanwalt und Politiker (SPD), MdL
- Prange, Wolfgang (1932–2018), deutscher Historiker
- Prangenberg, Heinz-Jürgen (1944–2002), deutscher Politiker (CDU), MdB
- Prangenberg, Norbert (1949–2012), deutscher Maler, Grafiker, Bildhauer und Glasdesigner
- Pranger, Georg (1745–1820), Hofnarr
- Pranger, Manfred (* 1978), österreichischer Skirennläufer
- Pranghofer, Karin (* 1951), deutsche Politikerin (SPD), MdL
- Prangins, Guy de († 1394), Bischof von Lausanne
- Prangins, Jean de, römisch-katholischer Geistlicher; Bischof von Lausanne (1433–1440); Bischof von Aosta (1440–1444)
- Praniess-Kastner, Karin (* 1963), österreichische Politikerin (ÖVP), Landtagsabgeordnete
- Pranjić, Danijel (* 1981), kroatischer Fußballspieler
- Pranjic, Oliver (* 1994), österreichischer Fußballspieler
- Pranjkovic, Marco (* 2006), österreichischer Fußballspieler
- Prankewitsch, Sergei Borissowitsch (* 1984), russischer Shorttracker
- Prankl, Walter (* 1935), österreichischer Architekt und Mixed-Media-Künstler
- Prannoy H. S. (* 1992), indischer Badmintonspieler
- Pranowo, Ganjar (* 1968), indonesischer Politiker
- Pranschke, Paul (1892–1959), deutscher Politiker (SPD), Mitglied der Stadtverordnetenversammlung von Groß-Berlin
- Pransnitz, Bernhard Wenzeslaus von, Titularbischof von Symbalon und Weihbischof in Breslau
- Prante, Ranka (* 1973), deutsche Politikerin (Die Linke), MdL
- Pranter, Benjamin (* 1989), österreichischer Fußballspieler
- Pranter, Gabriel, US-amerikanischer Schauspieler
- Prantl, Carl (1849–1893), deutsch-holländischer Botaniker
- Prantl, Carl von (1820–1888), deutscher Philosophiehistoriker
- Prantl, Egon A. (1947–2024), österreichischer Schriftsteller
- Prantl, Heribert (* 1953), deutscher Jurist, Journalist und BuchautorHeribert Prantl (* 1953)

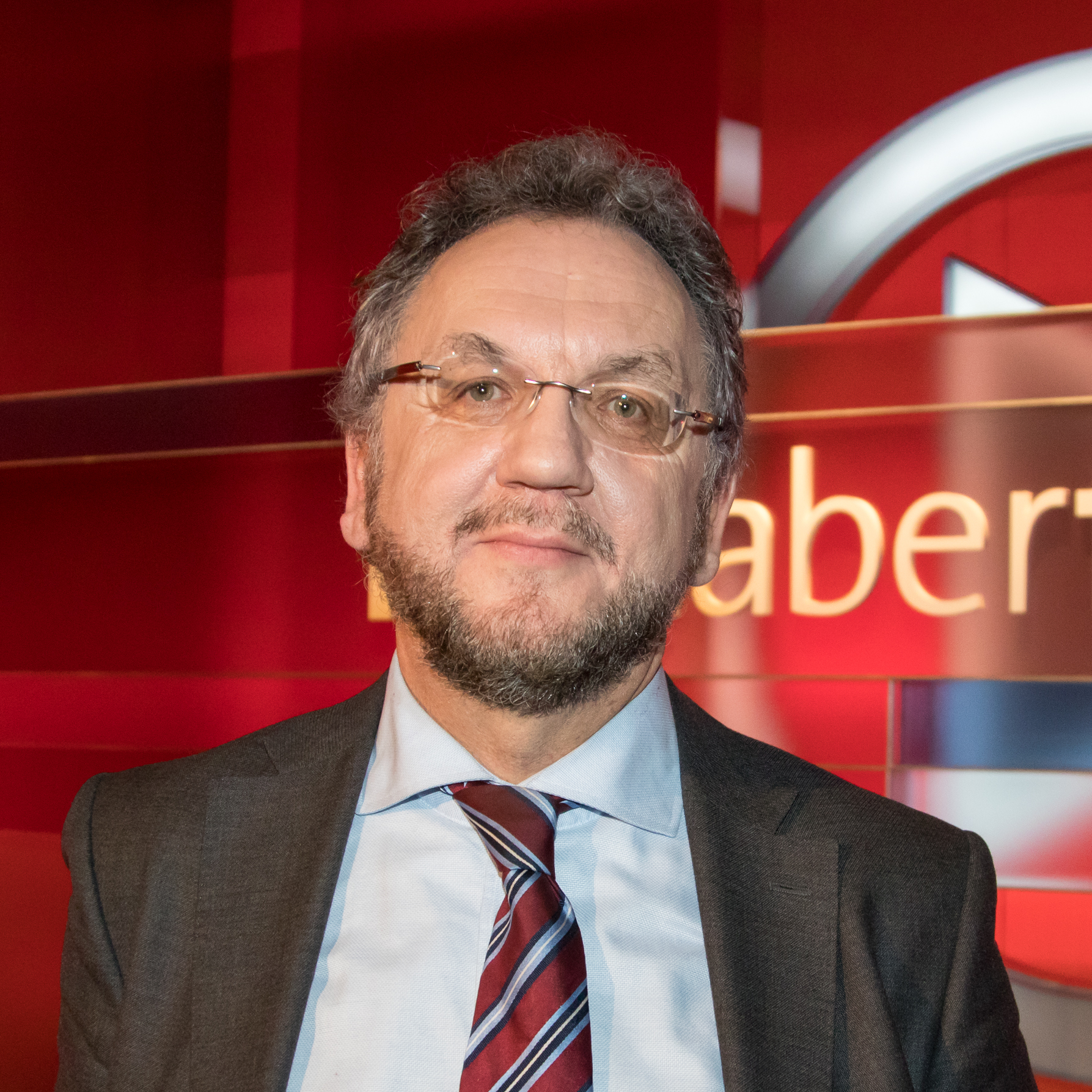
Heribert Prantl (* 1953)

- Prantl, Josef (1891–1983), österreichischer Politiker (SPÖ), Mitglied des Bundesrates
- Prantl, Josef (1895–1951), österreichischer Komponist und Musikdirektor
- Prantl, Josef (1901–1992), österreichischer Maler
- Prantl, Karl (1923–2010), österreichischer Bildhauer
- Prantl, Katharina (* 1958), österreichische Malerin
- Prantl, Lukas (* 1968), italienischer Arzt (Südtirol)
- Prantl, Sebastian (* 1960), österreichischer Tänzer und Choreograph
- Prantl, Stephan (* 1969), deutscher BMX-Radfahrer
- Prantl, Thomas (* 1974), deutscher Agraringenieur und Politiker (AfD), MdL
- Präntl, Wolf Georg († 1582), deutscher Pfleger, Stadt- und Landrichter in Weilheim in Oberbayern
- Prantner, Christoph (* 1971), österreichischer Journalist
- Prantner, Ferdinand (1813–1871), österreichischer Beamter und Schriftsteller
- Prantner, Gert (* 1940), deutscher Hotelier
- Prantner, Jürgen (* 1970), italienischer Handballspieler und -trainer
- Prantner, Leo (* 2001), italienischer HandballspielerLeo Prantner (* 2001)

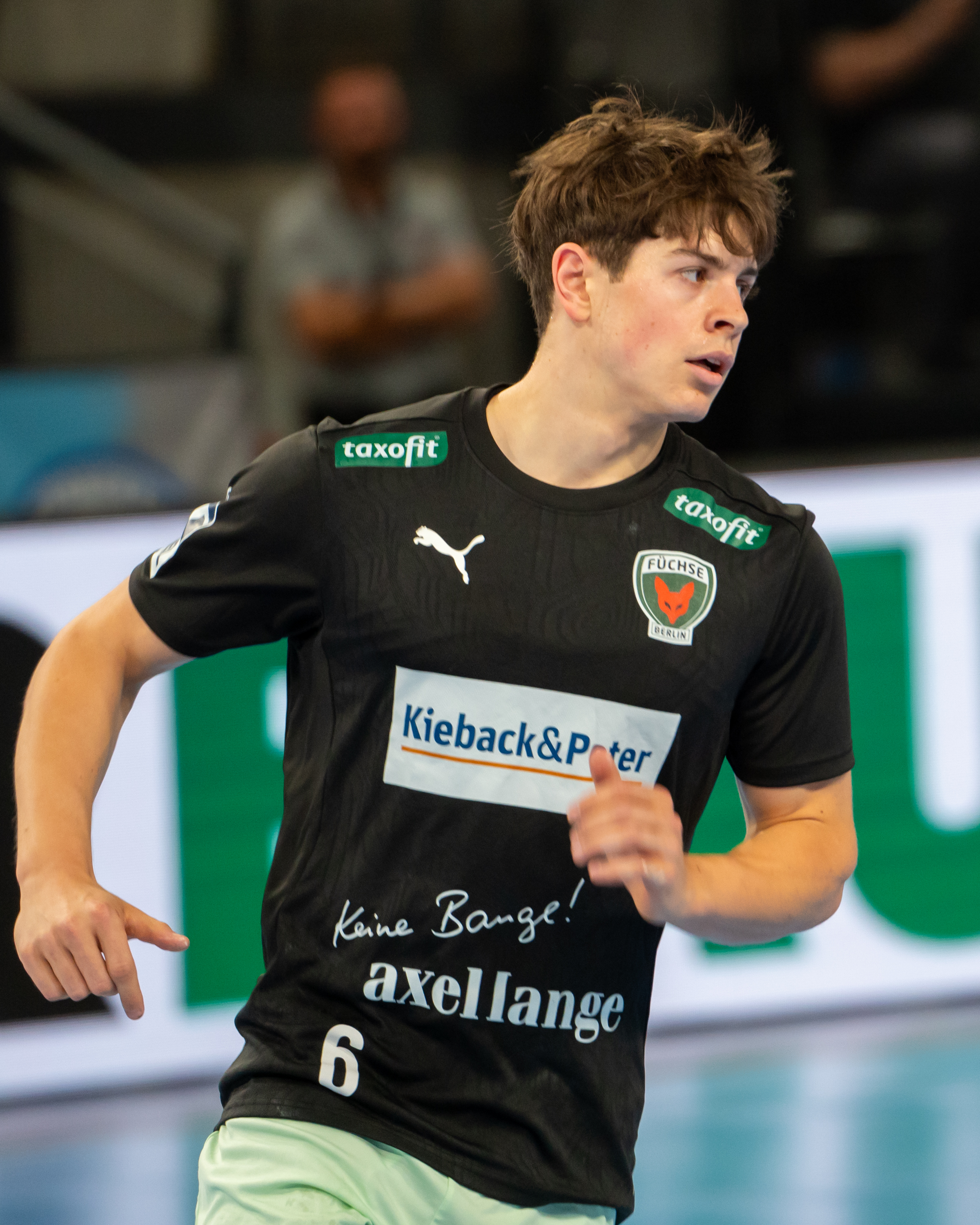
Leo Prantner (* 2001)

- Prantner, Max (* 2000), italienischer Handball- und Beachhandballspieler
- Prantner, Robert (1931–2010), österreichischer Theologe, Gesellschaftsethiker und Publizist
- Prantner, Thomas (* 1964), österreichischer Fernsehjournalist
- Prants, Geit (* 1982), estnische Fußballspielerin
- Prants, Janno (* 1973), estnischer Biathlet
- Pranyko, Stipo (1930–2021), kroatischer Künstler und Bildhauer
- Pranytė-Zalieckienė, Daiva (* 1965), litauische Juristin und Richterin
- Pranz, René (* 1985), österreichischer FlorettfechterRené Pranz (* 1985)

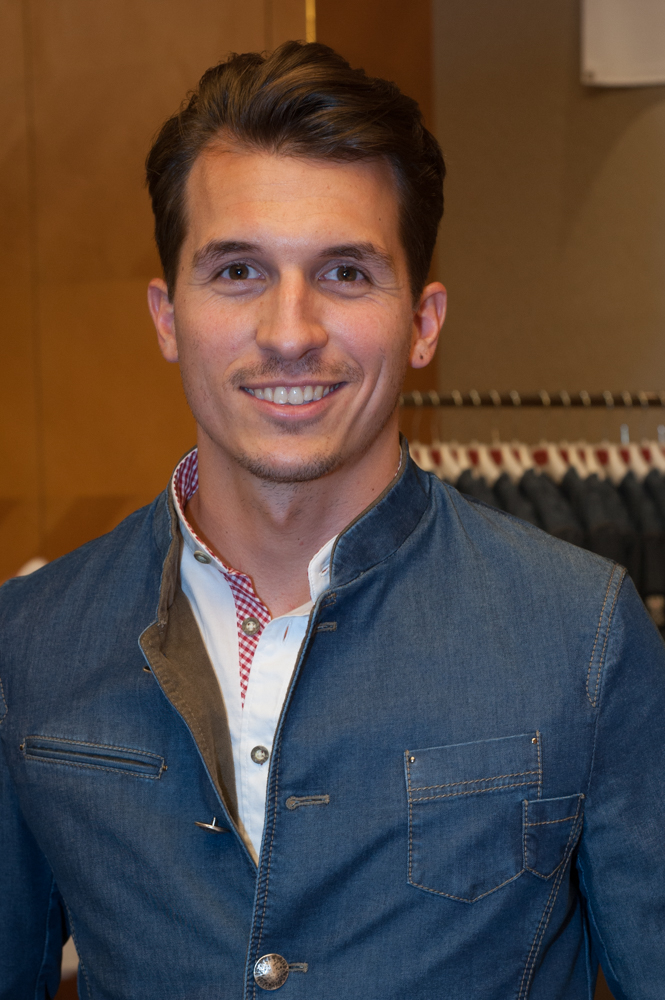
René Pranz (* 1985)

### Prap
- Prap, Lila (* 1955), slowenische Illustratorin und Autorin von Kinderbüchern und Jugendbüchern
- Prapakamol, Sudket (* 1980), thailändischer Badmintonspieler
- Prapanca, Mpu, ostjavanischer Schriftsteller
- Prapart Kobkaew (* 1984), thailändischer Fußballspieler
- Prapart Rattanadee (* 1994), thailändischer Fußballspieler
- Prapat Yoskrai (* 1993), thailändischer Fußballspieler
- Prapawadee Jaroenrattanatarakoon (* 1984), thailändische Gewichtheberin
- Prapawit Jaroentat (* 1999), thailändischer Fußballspieler
- Prapdi, Pius Riana (* 1967), römisch-katholischer Bischof
- Praphas Charusathien (1912–1997), thailändischer Offizier und Politiker, Innenminister in Thailand (1957–1973)
- Praphon Chaicharoen, Michael (1930–2003), thailändischer katholischer Ordenspriester, Bischof von Surat Thani
- Prapiestis, Jonas (* 1952), litauischer Strafrechtler und Politiker, Mitglied des Seimas, Justizminister, Hochschullehrer
- Prapimporn Karnchanda, thailändische Kaskadeurin und Schauspielerin
- Praplan, Vincent (* 1994), Schweizer Eishockeyspieler
- Praprotnik, Jure (* 1985), slowenischer Fußballschiedsrichterassistent
- Praprotnik, Katrin (* 1986), österreichische Politikwissenschaftlerin

### Pras
- Prasad, Dhammika (* 1983), sri-lankischer Cricketspieler
- Prasad, Dipendra (* 1960), indischer Mathematiker
- Prasad, Ganesh (1876–1935), indischer Mathematiker
- Prasad, Gopal (* 1945), indisch-US-amerikanischer Mathematiker
- Prasad, Ishwari (1888–1986), indischer Historiker
- Prasad, Janaka (* 1992), sri-lankischer Weitspringer
- Prasad, Komalee (* 1995), indische Schauspielerin
- Prasad, Mahavir (1939–2010), indischer Politiker
- Prasad, Monica (* 1971), US-amerikanische Soziologin
- Prasad, Nadia (* 1967), französisch-neukaledonische Langstreckenläuferin
- Prasad, Nicholas (* 1995), fidschianischer Fußballspieler
- Prasad, Nivedita (* 1967), Sozialpädagogin und Hochschullehrerin
- Prasad, Paras Nath (* 1946), indischer Physikochemiker
- Prasad, Rajendra (1884–1963), indischer Politiker und 1. StaatspräsidentRajendra Prasad (1884–1963)

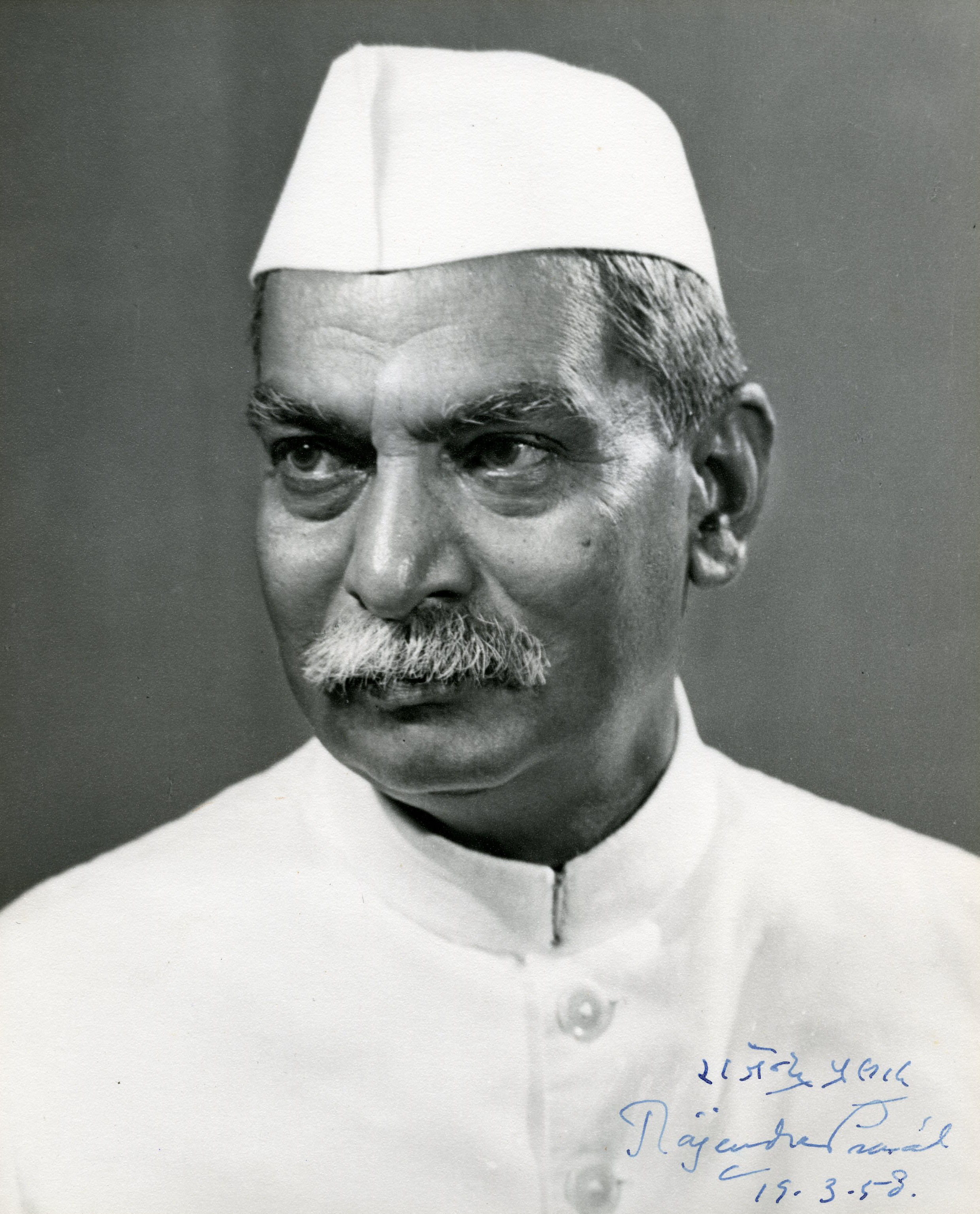
Rajendra Prasad (1884–1963)

- Prasad, Samta (1921–1994), indischer Tablaspieler
- Prasad, Udayan (* 1953), britischer Filmregisseur
- Prasad, Vivek (* 2000), indischer Hockeyspieler
- Prasanna, R. (* 1970), indischer Fusionmusiker (Gitarre, Komposition)
- Prasanna, Viktor K. (* 1956), indisch-US-amerikanischer Computeringenieur
- Prasat Thong (1599–1656), König von Ayutthaya in Siam
- Prasataporn Hongwilai (* 2005), thailändischer Fußballspieler
- Prasathinphimai, Suriya (* 1980), thailändischer Boxer
- Prasch, Alois (1854–1907), österreichischer Schauspieler, Theaterintendant und Theaterregisseur
- Prasch, Arnulf (* 1965), österreichischer Radio- und FernsehmoderatorArnulf Prasch (* 1965)

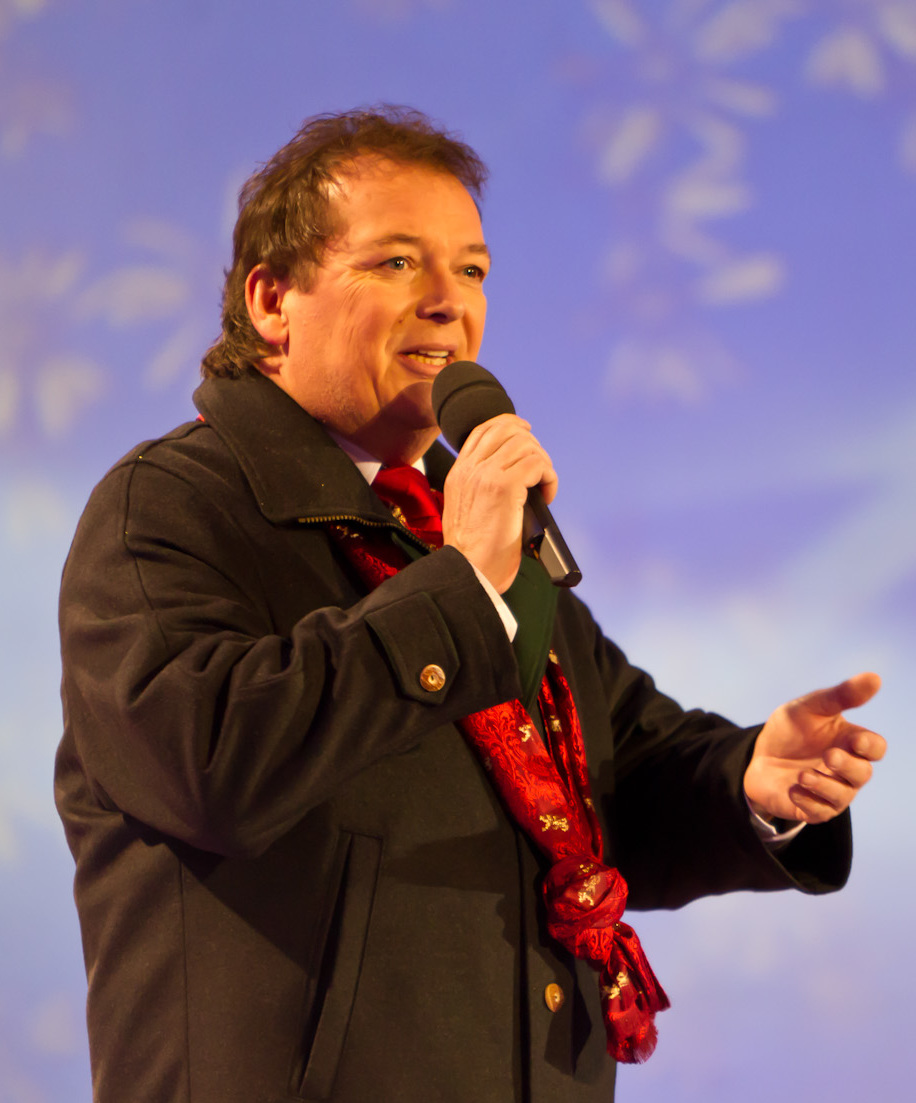
Arnulf Prasch (* 1965)

- Prasch, Christoph (* 2005), österreichischer Fußballspieler
- Prasch, Hans (1925–1999), deutscher Bildhauer
- Prasch, Hartmut (* 1961), österreichischer Volkskundler, Kulturmanager und Politiker (TK, TS, SPÖ), Landtagsabgeordneter
- Prasch, Helmut (1910–1996), österreichischer Volkskundler
- Prasch, Helmut (* 1967), österreichischer Politiker (FPÖ), Mitglied des Bundesrats
- Prasch, Ingeborg (* 1951), deutsche Ingenieurin und Richterin am Bundespatentgericht
- Prasch, Johann Ludwig (1637–1690), deutscher Schriftsteller
- Prasch, Rolf (1883–1960), deutscher Schauspieler, Theaterintendant und Theaterregisseur
- Prasch-Grevenberg, Auguste (1854–1945), deutsche Schauspielerin
- Praschak, Gerhard (1951–1997), österreichischer Bankmanager
- Praschak, Günter (1929–2011), österreichischer Fußballspieler und -trainer
- Praschak, Günter (1940–2015), österreichischer Keramikkünstler und Hochschullehrer
- Praschak, Wolfgang (* 1949), deutscher Pädagoge
- Praschl, Anna Maria (1920–2014), österreichische ÖGB-Gewerkschaftsfunktionärin und Politikerin (SPÖ)
- Praschl, Gerald (* 1968), deutscher Journalist
- Praschma von Bilkau, Hans (1867–1935), deutscher Gutsbesitzer, Offizier und Politiker, MdR
- Praschma, Friedrich von (1833–1909), deutscher Gutsbesitzer und Politiker (Zentrum), MdR
- Praschniker, Camillo (1884–1949), österreichischer klassischer Archäologe
- Prase, Otto (1874–1956), deutscher Malermeister und Farbforscher
- Prášek, Justin Václav (1853–1924), tschechischer Historiker
- Prasek, Vincenc (1843–1912), schlesischer Heimatforscher, Sprachwissenschaftler, Historiker und Journalist
- Präsent, Gerhard (* 1957), österreichischer Komponist und Dirigent
- Präsent, Sigrid (* 1964), österreichische Geigerin und Musikpädagogin
- Prasert Changmoon, thailändischer Fußballtrainer
- Prasert Pattawin (* 1992), thailändischer Fußballspieler
- Prasetya, Alfian Eko (* 1994), indonesischer Badmintonspieler
- Prasetyo, Johan (* 1982), indonesischer Fußballspieler und -trainer
- Prasetyo, Wisnu Yuli (* 1994), indonesischer Badmintonspieler
- Prashad, Baini (1894–1969), indischer Zoologe
- Prashad, Vijay (* 1967), indischer Historiker, Autor, Journalist, politischer Kommentator und marxistischer IntellektuellerVijay Prashad (* 1967)

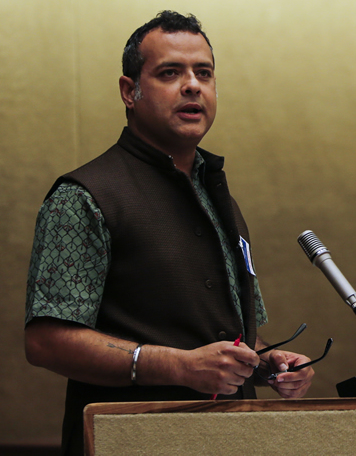
Vijay Prashad (* 1967)

- Prashanth, Vijay Sundar (* 1986), indischer Tennisspieler
- Prashar, Usha, Baroness Prashar (* 1948), britische Politikerin
- Prasher, Douglas (* 1951), US-amerikanischer Molekularbiologe
- Prashnowsky, Alexander A. (1921–2015), deutscher Geologe und Geochemiker
- Prášil, Franz (1857–1929), österreichischer Maschinenbauer und Hochschullehrer
- Prášil, Ladislav (* 1990), tschechischer Kugelstoßer
- Prášil, Viktor (* 1987), tschechischer Toningenieur
- Prasit Jantum (* 1995), thailändischer Fußballspieler
- Prasit Padungchok (* 1982), thailändischer Fußballspieler
- Prasit Pattanatanawisut (* 1994), thailändischer Fußballspieler
- Prasith, Thiounn (1930–2023), kambodschanischer Politiker und Diplomat
- Prasittichai Perm (* 1999), thailändischer Fußballspieler
- Praska, Martin (* 1963), deutsch-österreichischer Maler
- Praska, Stjepan, Ban des mittelalterlichen Königreiches Kroatien (1035 bis 1058)
- Praski, Fred (1915–1993), deutscher Sänger, Schauspieler und Regisseur
- Praskin, Allan (* 1948), amerikanischer Musiker des Modern Jazz (Altsaxophonist, Komponist und Bandleader)
- Praskins, Leonard (1896–1968), britischer Drehbuchautor
- Prasko, Ivan (1914–2001), ukrainischer Bischof von Melbourne
- Praslin, Charles de Choiseul, marquis de (1563–1626), französischer Adliger, Marschall von Frankreich
- Prašnikar, Bojan (* 1953), jugoslawischer Fußballspieler und slowenischer Fußballtrainer
- Prašnikar, Lara (* 1998), slowenische FußballspielerinLara Prašnikar (* 1998)

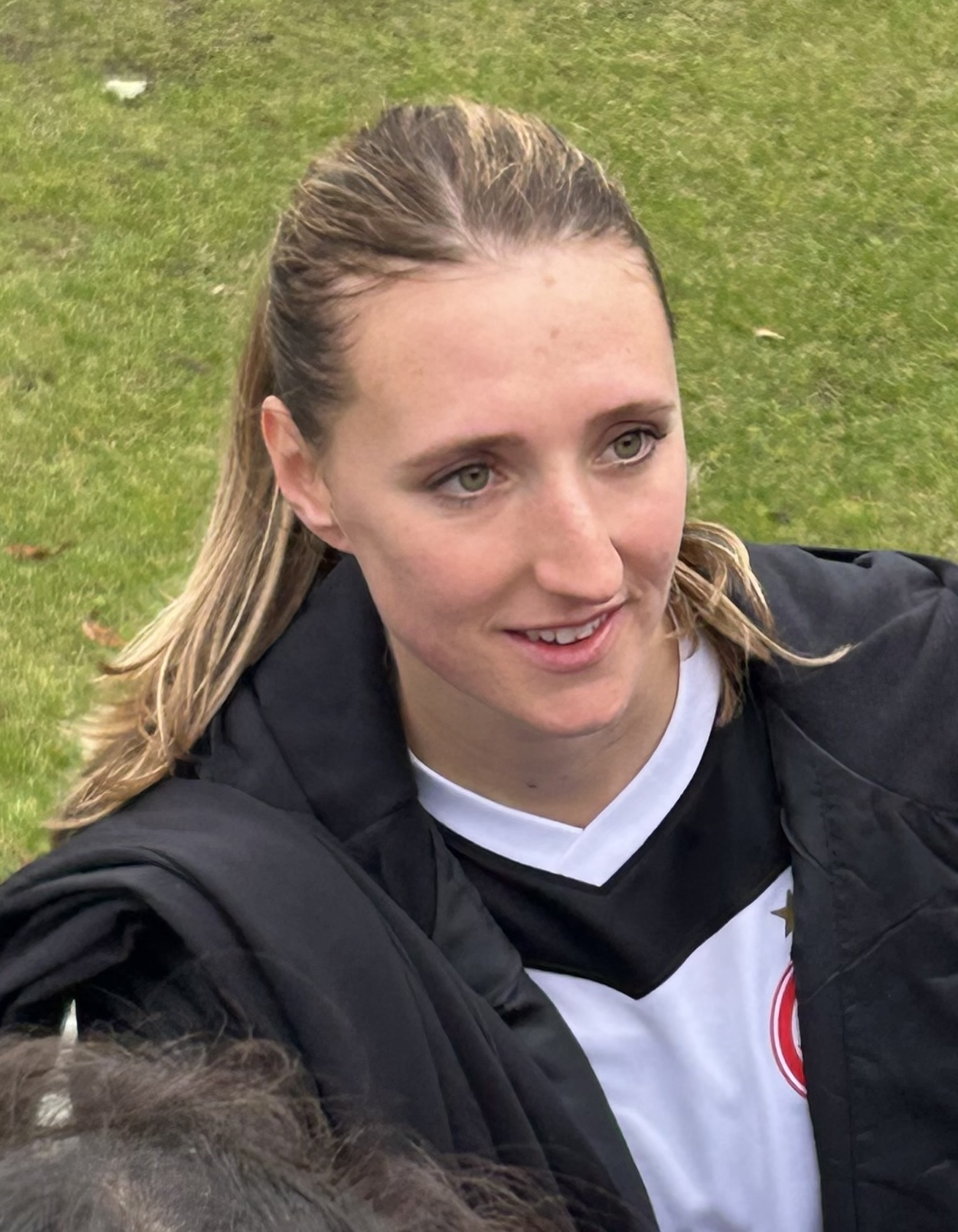
Lara Prašnikar (* 1998)

- Prasolov, Evgeni (* 1987), Handballspieler usbekischer Herkunft
- Prasong Soonsiri (* 1927), thailändischer Luftwaffenoffizier und Politiker, Außenminister von Thailand (Oktober 1992 – Oktober 1994)
- Prasongquamdee, Boontom (* 1946), thailändischer Radrennfahrer
- Prasook, Pornprasert, thailändischer Fußballspieler
- Prasqual (* 1981), polnisch-deutscher Komponist, Klangarchitekt, Dirigent, Pianist und Regisseur
- Prasquier, Richard (* 1945), französischer Arzt und Präsident des Zentralrates der Jüdischen Institutionen in Frankreich (CRIF)
- Prass, Alexander (* 2001), österreichischer FußballspielerAlexander Prass (* 2001)

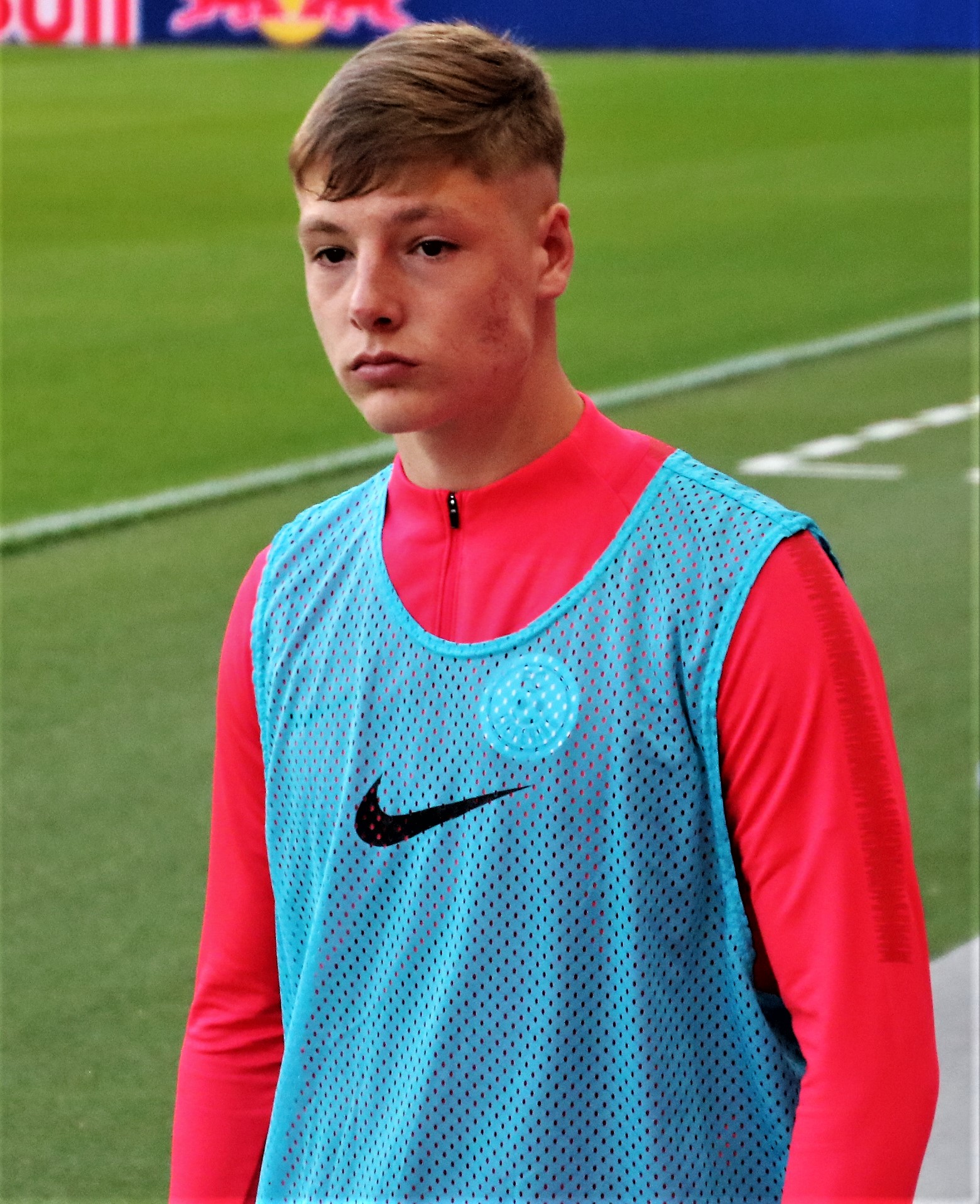
Alexander Prass (* 2001)

- Prass, Fernando (* 1978), brasilianischer Fußballtorhüter
- Prass, Natalie (* 1986), US-amerikanische Musikerin
- Prass, Reiner (* 1958), deutscher Historiker
- Prassberg, Philipp Joachim von (1679–1754), deutscher Großprior des deutschen Malteserordens (1754–1754)
- Prasse, Jörg (* 1968), deutscher Fußballspieler
- Prasse, Karl (1906–1997), deutscher Maler, Grafiker und Bildhauer
- Prasse, Luca (* 2004), deutscher Fußballspieler
- Prasse, Matthias (* 1972), deutscher Kulturhistoriker und Denkmalpfleger
- Prasse, Moritz von (1769–1814), deutscher Mathematiker und Dekan an der Universität Leipzig
- Prassek, Johannes (1911–1943), deutscher katholischer Priester und einer der Lübecker Märtyrer
- Prasser, Clemens (1703–1770), deutscher Geistlicher und Propst des Augustiner-Chorherren-Stifts Rottenbuch
- Prasser, Manfred (1932–2018), deutscher Architekt und Ingenieur
- Prassinos, Gisèle (1920–2015), französische Lyrikerin und Schriftstellerin
- Prassinos, Mario (1916–1985), französischer Maler italienisch-griechischer Abstammung
- Praßl, Franz Karl (* 1954), österreichischer Theologe, Organist und Komponist
- Praßl, Michael (* 1955), österreichischer Landwirt und Politiker (ÖVP), Abgeordneter zum Nationalrat
- Praßler, Anna Maria (* 1983), deutsche Schriftstellerin und Drehbuchautorin
- Präßler, Heinz (1923–1998), deutscher Architekt
- Prassler, Helmut (1923–1987), deutscher Landwirt und Politiker (CDU), MdB
- Prassler, Iulian (1916–1942), rumänischer Fußballspieler
- Praßlsberger, Dominik (1793–1871), bayerischer Kommunalpolitiker
- Prassolow, Wladimir Alexandrowitsch (* 1953), russischer Politiker
- Prast, Alexander (* 1996), italienischer Skirennläufer
- Prastaro, Marco (* 1962), italienischer Geistlicher und römisch-katholischer Bischof von Asti
- Prastina Messalinus, Gaius, römischer Konsul 147
- Prastina Pacatus, Gaius, römischer Suffektkonsul (160)
- Prasuhn, Axel (* 1945), deutscher Jazzmusiker (Gesang, Saxophon, Flöte)
- Prasuhn, Jan-Peter (* 1982), deutscher Basketballspieler
- Prasuhn, Wilhelm (1918–2013), deutscher Politiker (SPD), MdL
- Prasutagus, britonischer Herrscher der Icener

### Prat
- Prat de la Riba, Enric (1870–1917), Präsident der Mancomunitat de Catalunya
- Prat Samakrat (* 1985), thailändischer Fußballspieler
- Prat y Prat, María Mercedes (1880–1936), Ordensschwester
- Prat, Adolphe (1919–2002), französischer Radrennfahrer
- Prat, Arturo (1848–1879), chilenischer Seeheld
- Prat, Domingo (1886–1944), argentinischer Gitarrist, Komponist und Musikpädagoge
- Prat, Henri (1902–1981), französischer Biologe
- Prat, Jean-Christophe (* 1972), französischer Basketballtrainer
- Prat, Miguel (* 1955), spanischer Skilangläufer
- Prat, Patrice (* 1965), französischer Politiker, Mitglied der Nationalversammlung
- Prata de Carvalho, Diamantino (* 1940), portugiesischer Ordensgeistlicher, emeritierter katholischer Bischof von Campanha
- Prata, Aluica da, Dogaressa von Venedig (1253–1268)
- Prata, Pietro Pileo di († 1401), italienischer Geistlicher, Kardinal und päpstlicher Diplomat
- Prata, Sara (* 1984), portugiesische Schauspielerin und Model
- Pratama, Adi (* 1990), indonesischer Badmintonspieler
- Pratama, Angga (* 1991), indonesischer Badmintonspieler
- Pratama, Reza Arya (* 2000), indonesischer Fußballspieler
- Pratama, Ricky (* 2003), indonesischer Fußballspieler
- Pratap Singh (1540–1597), indischer Herrscher
- Pratassewitsch, Raman (* 1995), belarussischer Journalist, Blogger und Oppositionsaktivist
- Pratchett, Rhianna (* 1976), britische Dialog- und Drehbuchschreiberin für Computerspiele sowie Spielejournalistin
- Pratchett, Terry (1948–2015), britischer Fantasy-SchriftstellerTerry Pratchett (1948–2015)

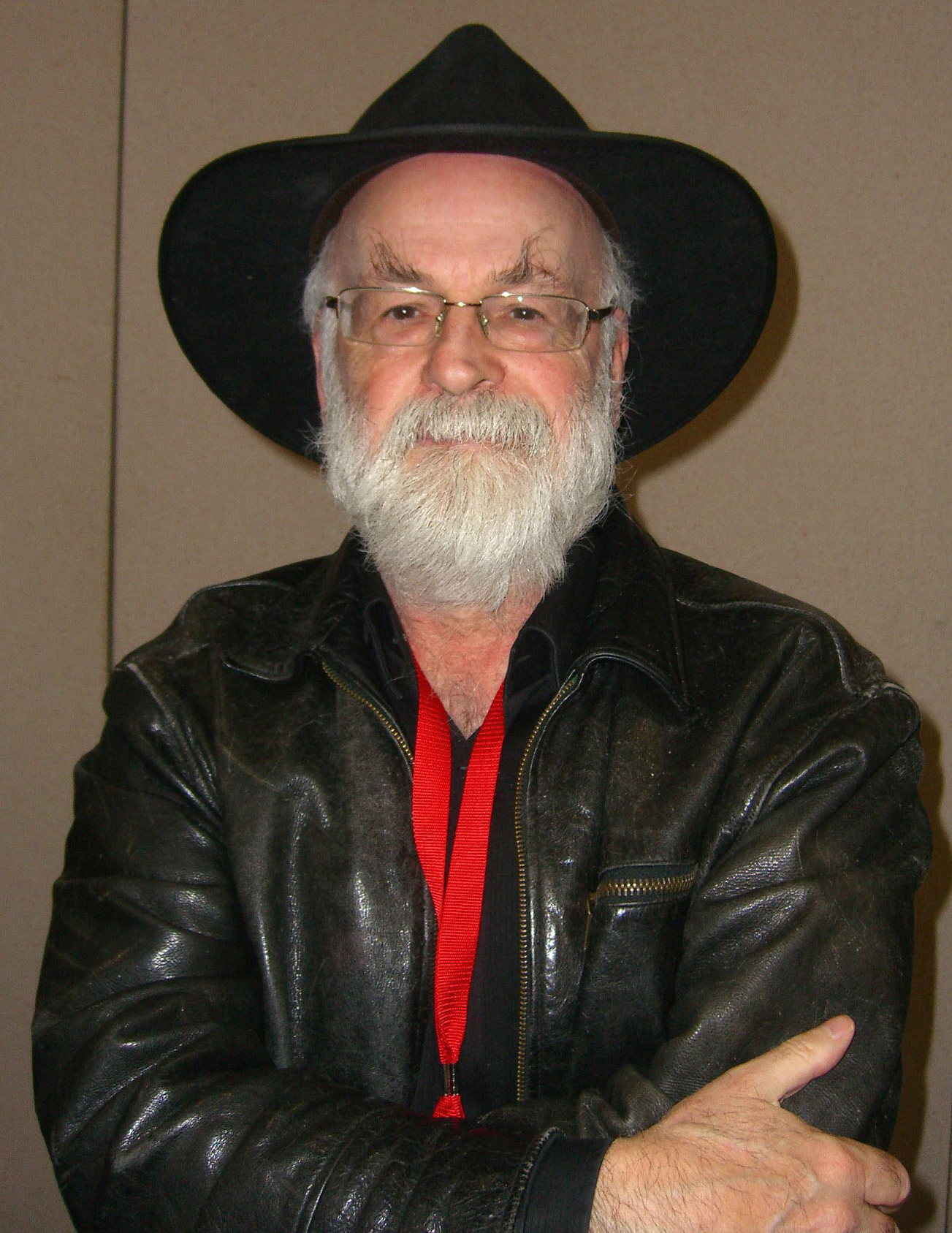
Terry Pratchett (1948–2015)

- Prateep Ungsongtham Hata (* 1952), thailändische Senatorin, Generalsekretärin der Duang Prateep Foundation
- Pratella, Attilio (1856–1949), italienischer Maler
- Pratella, Francesco Balilla (1880–1955), italienischer Musiker und Schriftsteller
- Pratelli, Esodo (1892–1983), italienischer Dokumentarfilmer, Filmregisseur und Maler
- Prater, Andreas (1945–2022), deutscher Kunsthistoriker
- Prater, Donald A. (1918–2001), britischer Literaturwissenschaftler, Diplomat und Schriftsteller
- Prater, Jeff, US-amerikanischer Schauspieler
- Prater, Matt (* 1984), US-amerikanischer American-Football-Spieler
- Prates, César Luís (* 1975), brasilianischer Fußballspieler
- Pratesi, Alessandro (1922–2012), italienischer Paläograph und Diplomatiker
- Pratesi, Franco (* 1940), italienischer Materialwissenschaftler und Spieleforscher
- Pratesi, Maurizio (* 1975), finnischer Basketballspieler
- Pratesi, Ottavio (1889–1977), italienischer Radrennfahrer
- Prathan Mansiri (* 1983), thailändischer Fußballspieler
- Prather, Mikel Shane, US-amerikanischer Filmkomponist
- Prati, Angelico (1883–1960), italienischer Romanist, Italianist und Dialektologe
- Prati, Artemio (1907–2004), italienischer Geistlicher, römisch-katholischer Bischof von Carpi
- Prati, Federica (* 1996), italienische Tennisspielerin
- Prati, Pierino (1946–2020), italienischer Fußballspieler und -trainerPierino Prati (1946–2020)

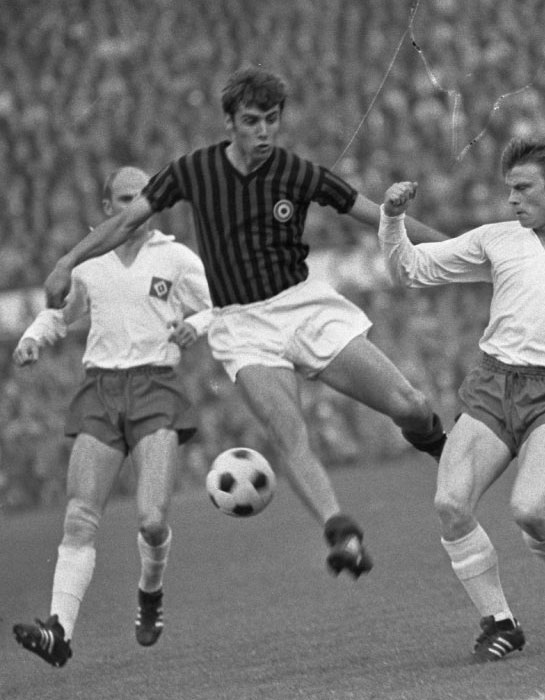
Pierino Prati (1946–2020)

- Prati, Walter (* 1956), italienischer Komponist und Improvisationsmusiker (Cello)
- Pratike, Rawiwan (* 2001), thailändische Sprinterin
- Pratinas von Phleius, griechischer Tragödiendichter, Begründer des Satyrspiels
- Pratiwi, Mia Krisna (* 1994), indonesische Wirtschaftsingenieurin und Umweltschützerin
- Pratje, Eugen (* 1847), deutscher Genremaler der Düsseldorfer Schule
- Pratje, Johann Hinrich (1710–1791), Generalsuperintendent und Historiker
- Pratje, Otto (1890–1952), deutscher Geologe, Ozeanograph und Paläontologe
- Pratl, Thomas (* 1990), österreichischer Fußballspieler und Trainer
- Pratl, Viktor (1896–1960), österreichischer Politiker (SDAP), Landtagsabgeordneter im Burgenland
- Pratley, Brooke (* 1980), australische Ruderin
- Pratnemer, Benjamin (* 1979), slowenischer Dartspieler
- Pratney, Bill (1909–2001), neuseeländischer Radrennfahrer
- Prātnieks, Jānis (* 1887), lettischer Radrennfahrer
- Prato, Benedetto, Baumeister in Bregenz
- Prato, Dolores (1892–1983), italienische Schriftstellerin
- Prato, Eugenio (* 1903), italienischer Diplomat
- Prato, Giovanni a (1812–1883), österreichischer Theologe und Politiker
- Prato, Giovanni Domenico, Baumeister
- Prato, Katharina (1818–1897), österreichische Kochbuchautorin
- Pratobevera von Wiesborn, Adolf (1806–1875), österreichischer Jurist und Politiker
- Pratobevera, Carl Joseph (1769–1853), österreichischer Jurist
- Pratolini, Vasco (1913–1991), italienischer Schriftsteller und Drehbuchautor
- Prätorius, Abdias (1524–1573), deutscher evangelischer Theologe und Reformator
- Prätorius, Christoph Daniel (1733–1810), deutscher Jurist und Pädagoge
- Prätorius, Friedrich (1902–1962), deutscher Bühnenbildner, Maler und Grafiker
- Prätorius, Matthäus, evangelischer Pfarrer, katholischer Geistlicher
- Prätorius, Rainer (* 1952), deutscher Politikwissenschaftler
- Prats i Domingo, Modest (1936–2014), spanischer Kleriker, Theologe, Romanist und Katalanist
- Prats i Vallès, Joan (1891–1970), spanischer (katalanischer) Unternehmer
- Prats Monné, Xavier (* 1956), spanischer EU-Beamter und Generaldirektor
- Prats, Bruno (* 1944), französischer Weinunternehmer in Portugal
- Prats, Carlos (1915–1974), chilenischer GeneralCarlos Prats (1915–1974)

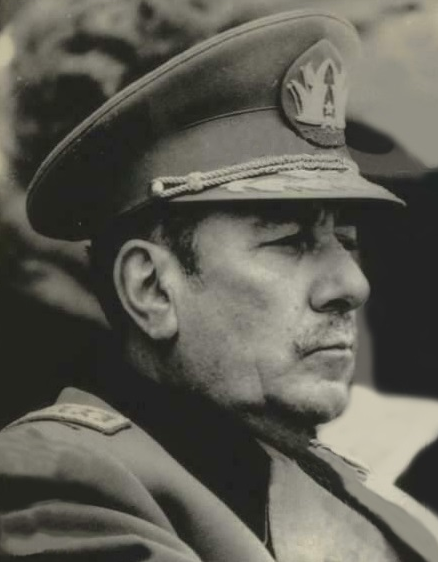
Carlos Prats (1915–1974)

- Prats, David (* 1979), spanischer Fußballspieler
- Prats, Jorge Luis (* 1956), kubanischer Komponist
- Pratsch, Hugo (1854–1920), deutscher Romanist
- Pratsch, Iwan († 1818), tschechischer Komponist
- Pratsch-Kaufmann, Kurt (1906–1988), deutscher Schauspieler und SynchronsprecherKurt Pratsch-Kaufmann (1906–1988)

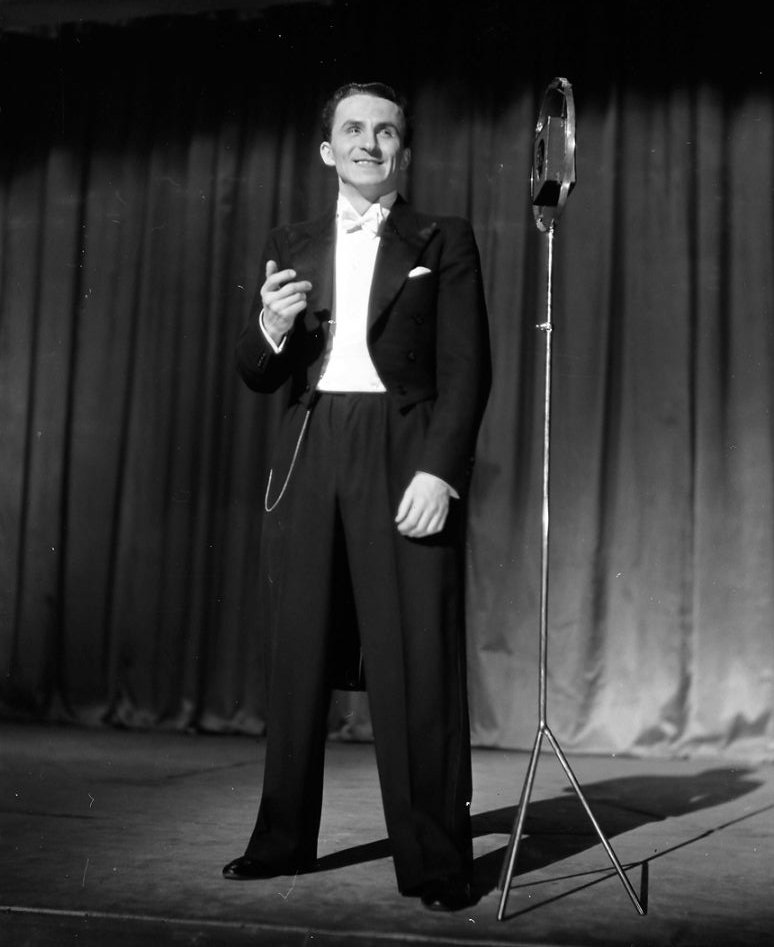
Kurt Pratsch-Kaufmann (1906–1988)

- Pratscher, Elisabeth (* 1984), österreichische Opernsängerin in der Stimmlage Sopran
- Pratscher, Wilhelm (* 1947), österreichischer evangelischer Theologe und Hochschullehrer
- Pratschke, Johann (* 1965), deutscher Chirurg
- Pratschke, Wanda (* 1939), deutsche Bildhauerin
- Pratschner, Julian (* 1996), österreichischer Handballspieler
- Pratt, Aimee (* 1997), britische Leichtathletin
- Pratt, Albert S., US-amerikanischer Toningenieur und Filmtechniker
- Pratt, Ambrose (1874–1944), australischer Autor und Journalist
- Pratt, Anne (1806–1893), britische Botanik- und Ornithologieillustratorin
- Pratt, Anthony (* 1937), britischer Filmarchitekt
- Pratt, Babe (1916–1988), kanadischer Eishockeyspieler
- Pratt, Bela (1867–1917), US-amerikanischer Bildhauer
- Pratt, Bobby († 1994), US-amerikanischer Jazzmusiker (Posaune, Piano)
- Pratt, Bobby (1927–1968), schottischer Jazztrompeter und Studiomusiker
- Pratt, Charles Clarence (1854–1916), US-amerikanischer Politiker
- Pratt, Charles Edward (1911–1996), kanadischer Ruderer und Architekt
- Pratt, Charles, 1. Earl Camden (1714–1794), englischer Anwalt, Richter und Politiker
- Pratt, Chris (* 1979), US-amerikanischer SchauspielerChris Pratt (* 1979)

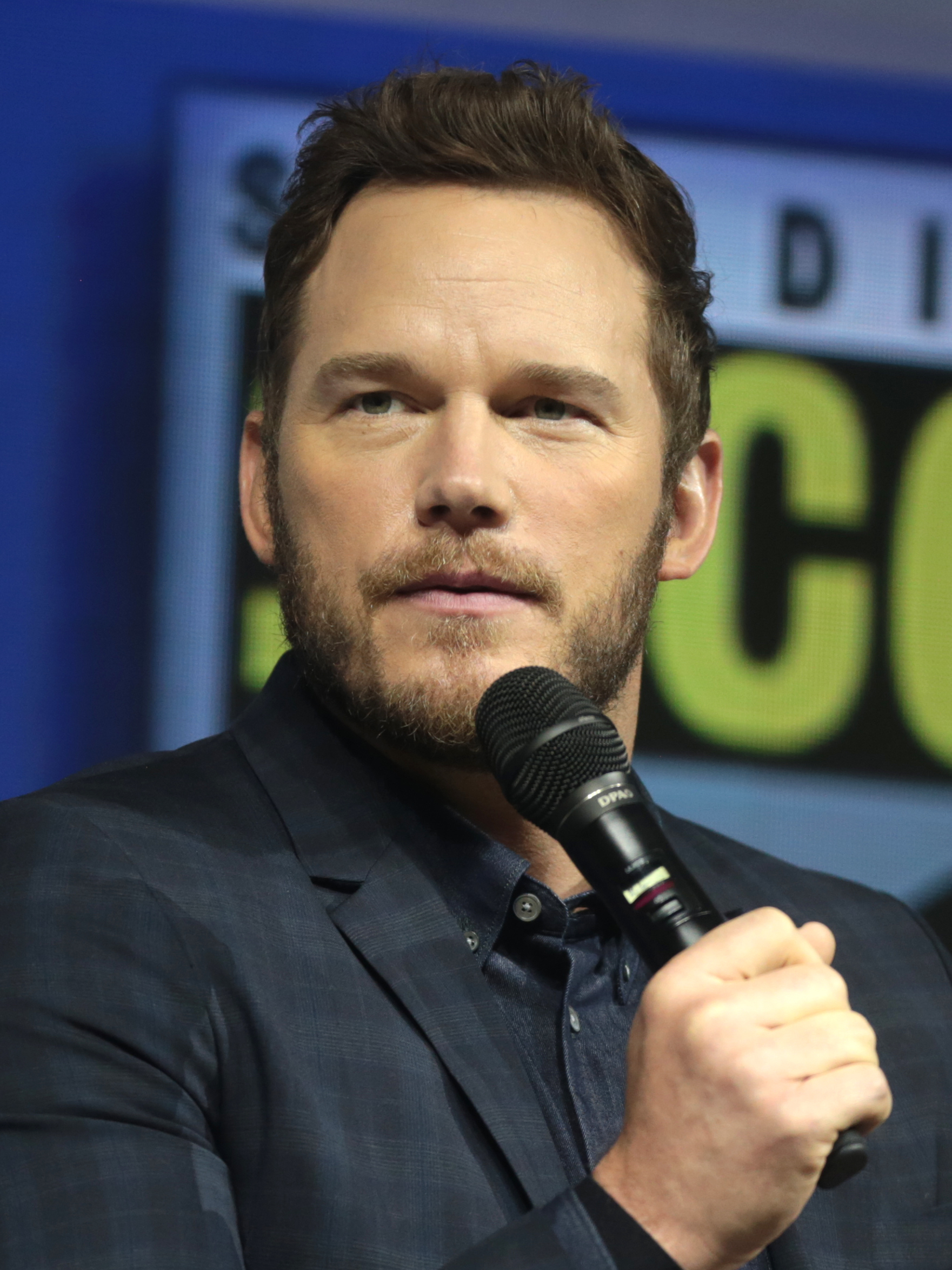
Chris Pratt (* 1979)

- Pratt, Chuck (1939–2000), US-amerikanischer Big-Wall-Kletterer
- Pratt, Claire (1921–1995), kanadische Grafikerin, Lyrikerin und Herausgeberin
- Pratt, Cynthia A. (* 1945), Generalgouverneurin der Bahamas
- Pratt, Daniel (1806–1884), US-amerikanischer Jurist und Politiker
- Pratt, Daniel D. (1813–1877), US-amerikanischer Politiker
- Pratt, David, 6. Marquess Camden (* 1930), britischer Peer und Politiker (parteilos)
- Pratt, Deborah (* 1951), US-amerikanische Schauspielerin und Produzentin
- Pratt, Don (1892–1944), US-amerikanischer Offizier, Brigadegeneral der US-Army
- Pratt, Douglas (* 1949), neuseeländischer Religionswissenschaftler (Prozesstheologie und inter-religiöser Dialog)
- Pratt, E. J. (1882–1964), kanadischer Schriftsteller, Hochschullehrer und Kritiker
- Pratt, Eliza Jane (1902–1981), US-amerikanische Politikerin
- Pratt, Everett H. (1943–2017), US-amerikanischer Offizier, Generalleutnant der US Air Force
- Pratt, Fletcher (1897–1956), US-amerikanischer Autor
- Pratt, George (* 1960), US-amerikanischer Comiczeichner, Illustrator und Autor
- Pratt, Geronimo (1947–2011), US-amerikanischer Politiker, Mitglied der Black Panther Party
- Pratt, Guy (* 1962), britischer Bassist
- Pratt, Harcourt J. (1866–1934), US-amerikanischer Politiker
- Pratt, Harlan (* 1978), kanadischer Eishockeyspieler
- Pratt, Harold Douglas (* 1944), US-amerikanischer Ornithologe
- Pratt, Harry H. (1864–1932), US-amerikanischer Politiker
- Pratt, Henry Otis (1838–1931), US-amerikanischer Politiker
- Pratt, Hodgson (1824–1907), englischer Pazifist
- Pratt, Hugo (1927–1995), italienischer Comic-AutorHugo Pratt (1927–1995)

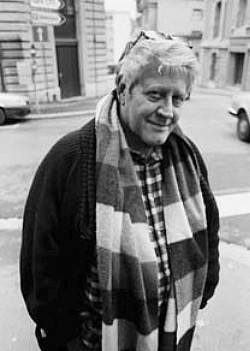
Hugo Pratt (1927–1995)

- Pratt, James T. (1802–1887), US-amerikanischer Politiker
- Pratt, Jessica (* 1979), australische Opern- und Konzertsängerin (Sopran)
- Pratt, John (1873–1952), britischer Politiker der Liberal Party, Unterhausabgeordneter und Juniorminister
- Pratt, John Henry (1809–1871), britischer Mathematiker
- Pratt, John Lee (1878–1975), US-amerikanischer Manager, Kunstmäzen und Kunstsammler
- Pratt, John W. (* 1931), US-amerikanischer Statistiker
- Pratt, John, 1. Marquess Camden (1759–1840), britischer Politiker
- Pratt, Joseph Marmaduke (1891–1946), US-amerikanischer Politiker
- Pratt, Judson (1916–2002), US-amerikanischer Schauspieler
- Pratt, Kayla (* 1991), neuseeländische Ruderin
- Pratt, Keri Lynn (* 1978), US-amerikanische Schauspielerin
- Pratt, Kyla (* 1986), US-amerikanische Schauspielerin und MusikerinKyla Pratt (* 1986)

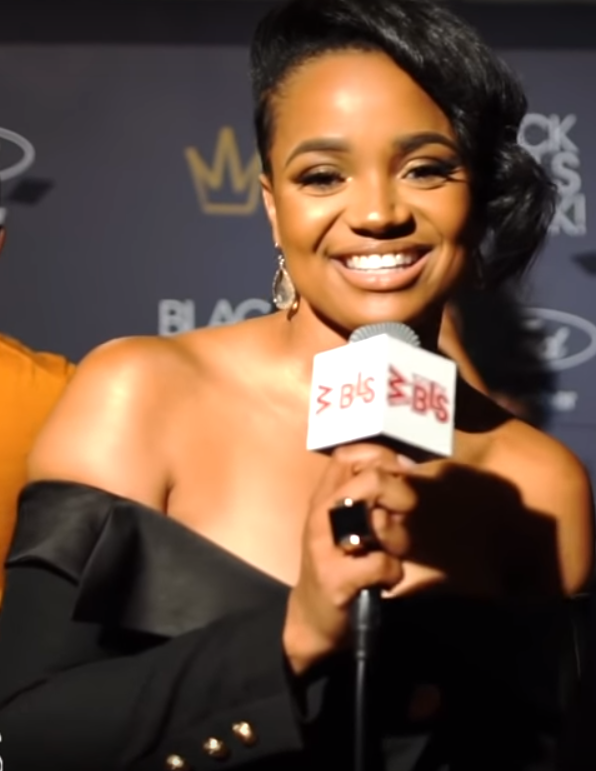
Kyla Pratt (* 1986)

- Pratt, Le Gage (1852–1911), US-amerikanischer Politiker
- Pratt, Louise (* 1972), australische Politikerin
- Pratt, Lynn (1926–2002), US-amerikanischer Country- und Rockabilly-Musiker
- Pratt, Mary (1935–2018), kanadische Malerin
- Pratt, Mary Louise (* 1948), Hispanistin, Lusitanistin und Hochschullehrerin
- Pratt, Matthew (1734–1805), US-amerikanischer Porträtmaler
- Pratt, Mike (1931–1976), britischer Komponist, Pianist und Schauspieler
- Pratt, Minnie Bruce (1946–2023), US-amerikanische Hochschullehrerin und Autorin
- Pratt, Miriam (1893–1975), englisch-britische Suffragette und Brandstifterin
- Pratt, Monyea (* 1985), US-amerikanischer Basketballspieler
- Pratt, Nicole (* 1973), australische Tennisspielerin
- Pratt, Nolan (* 1975), kanadischer Eishockeyspieler und -trainer
- Pratt, Paul (1894–1967), kanadischer Komponist, Klarinettist und Pianist, Dirigent und Musikpädagoge
- Pratt, Purnell (1878–1941), US-amerikanischer Theater- und Filmschauspieler
- Pratt, Ralph (1910–1981), US-amerikanischer Autorennfahrer
- Pratt, Roger (1620–1684), englischer Architekt
- Pratt, Roger (1947–2024), britischer Kameramann
- Pratt, Ruth Baker (1877–1965), US-amerikanische Politikerin
- Pratt, Sarah (1817–1888), Mormonin
- Pratt, Simha (* 1916), israelischer Diplomat
- Pratt, Susan (* 1956), US-amerikanische Schauspielerin
- Pratt, Susan May (* 1974), US-amerikanische Schauspielerin
- Pratt, Thane K. (* 1950), US-amerikanischer Ornithologe und Wildtierbiologe
- Pratt, Thomas (1804–1869), US-amerikanischer Politiker, Gouverneur von Maryland
- Pratt, Thomas Willis (1812–1875), US-amerikanischer Brückenbau-Ingenieur
- Pratt, Titus Awotwi (* 1947), ghanaischer Pädagoge und Methodistischer Geistlicher
- Pratt, Vaughan (* 1944), australischer Informatiker und Hochschullehrer
- Pratt, Victoria (* 1970), kanadische Schauspielerin und Fotomodell
- Pratt, William V. (1869–1957), Admiral der US Navy und Chief of Naval Operations
- Pratt, Zadock (1790–1871), US-amerikanischer Politiker
- Pratten, Catharina Josepha (1821–1895), deutsche Gitarristin, Komponistin und Gitarrenlehrerin
- Pratten, Robert Sidney (1824–1868), britischer Flötist
- Prattes, Colt (* 1986), US-amerikanischer Tänzer und SchauspielerColt Prattes (* 1986)

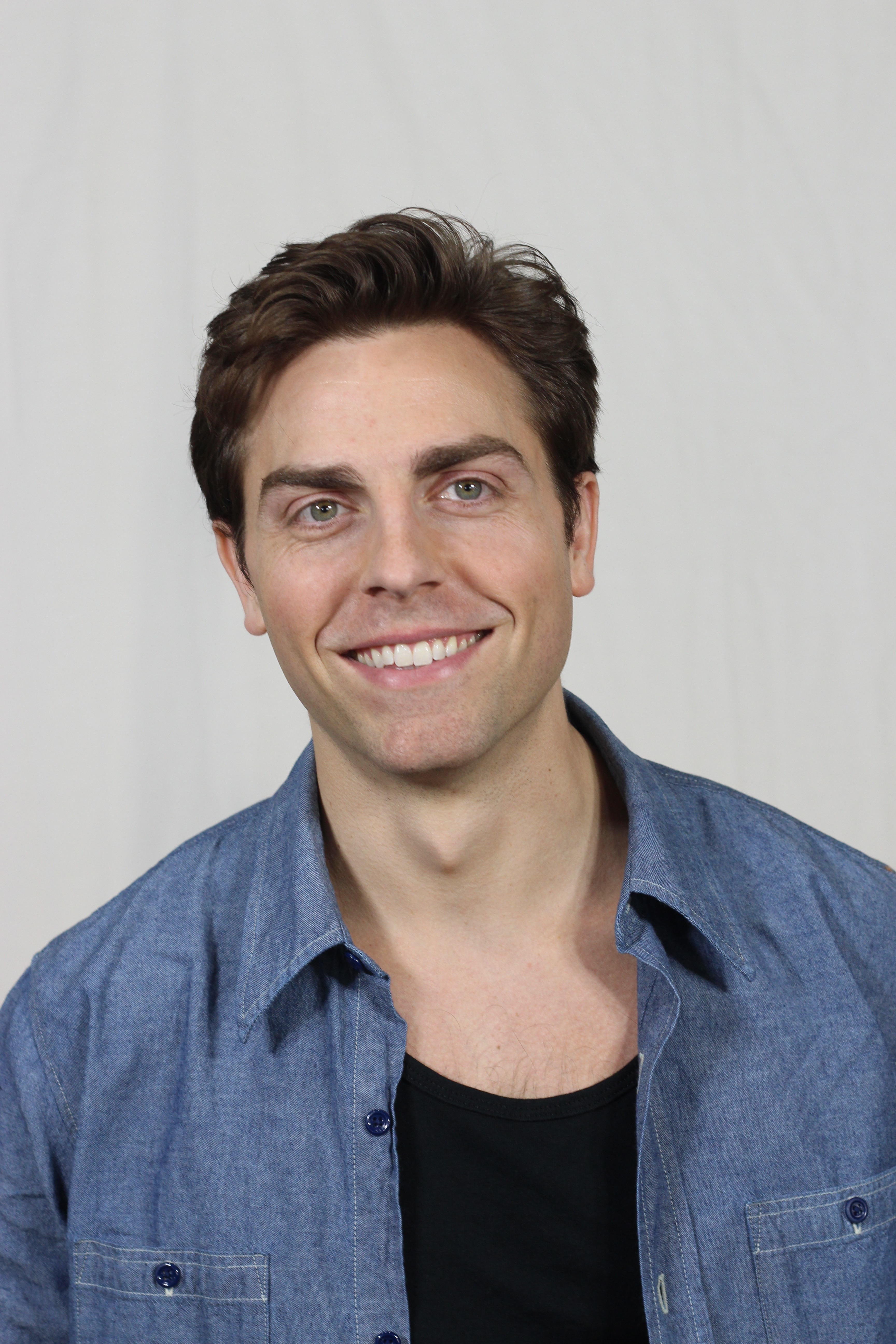
Colt Prattes (* 1986)

- Prattes, Erich (* 1947), österreichischer Politiker (SPÖ), Landtagsabgeordneter
- Prattes, Paul (* 1964), österreichischer Radio- und FernsehmoderatorPaul Prattes (* 1964)

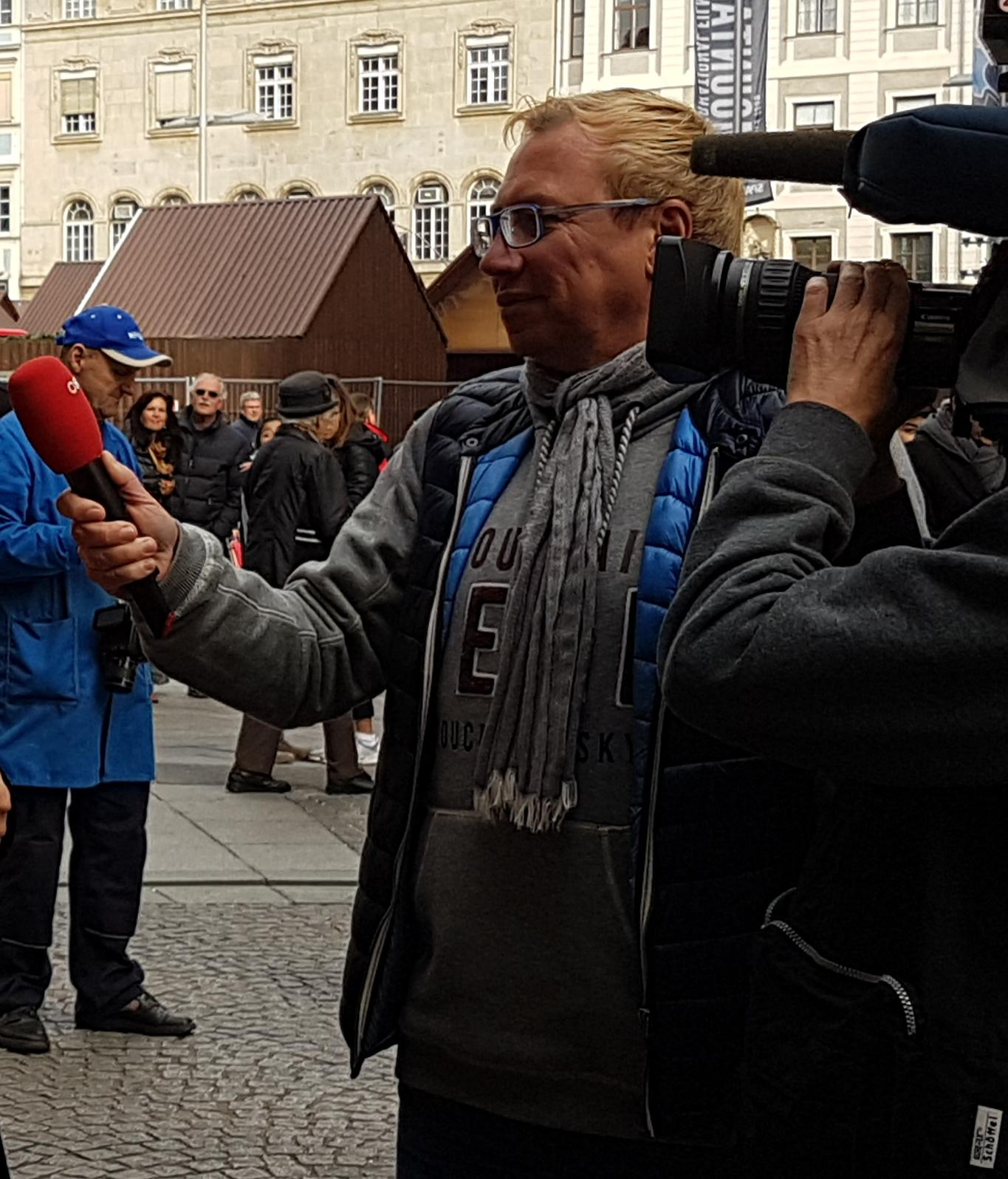
Paul Prattes (* 1964)

- Prattes, Thomas (* 1971), österreichischer Fußballspieler
- Pratto, Lucas (* 1988), argentinischer Fußballspieler
- Pratuang Pattabongse (* 1935), thailändische Badmintonspielerin
- Pratum Chuthong (* 1983), thailändischer Fußballspieler
- Pratviel, Pierre (1868–1953), französischer Turner
- Pratya Narach (* 1989), thailändischer Fußballspieler
- Pratya Onsrita (* 1991), thailändischer Fußballspieler
- Pratz, Albert (1914–1995), kanadischer Geiger, Dirigent, Komponist und Musikpädagoge
- Pratzel, Helmut G. (1935–2023), deutscher Chemiker und Balneologe
- Prätzel, Karl Gottlieb (1785–1861), deutscher Dichter und Schriftsteller
- Prätzel-Wolters, Dieter (* 1950), deutscher Mathematiker, Professor für Technomathematik
- Pratzer, Elias (1700–1784), altösterreichischer Orgelbauer

### Prau
- Praught-Leer, Aisha (* 1989), jamaikanische Leichtathletin
- Praulītis, Toms (* 1989), lettischer Biathlet
- Praun, Albert (1894–1975), deutscher General
- Praun, Anna-Lülja (1906–2004), österreichische Architektin und Designerin
- Praun, Carl von (1732–1808), deutscher Jurist, Berghauptmann und Kammerpräsident
- Praun, Friedrich von (1888–1944), deutscher Gutsbesitzer und Gegner des NS-Regimes
- Praun, Georg Septimus Andreas von (1701–1786), deutscher Staatsmann, Archivar, Bibliothekar, Historiker und Numismatiker
- Praun, Michael (1626–1696), Jurist und Hofrat
- Praun, Otto (1894–1960), deutsches Mordopfer
- Praun, Paul von (1548–1616), deutscher Handelsherr und Kunstsammler
- Praun, Paul von (1859–1937), deutscher Verwaltungsbeamter
- Praun, Tilla von (1877–1962), deutsche Sozialreformerin und Politikerin (DVP), MdL
- Praunheim, Rosa von (* 1942), deutscher Filmregisseur; Mitbegründer der politischen Schwulenbewegung in DeutschlandRosa von Praunheim (* 1942)

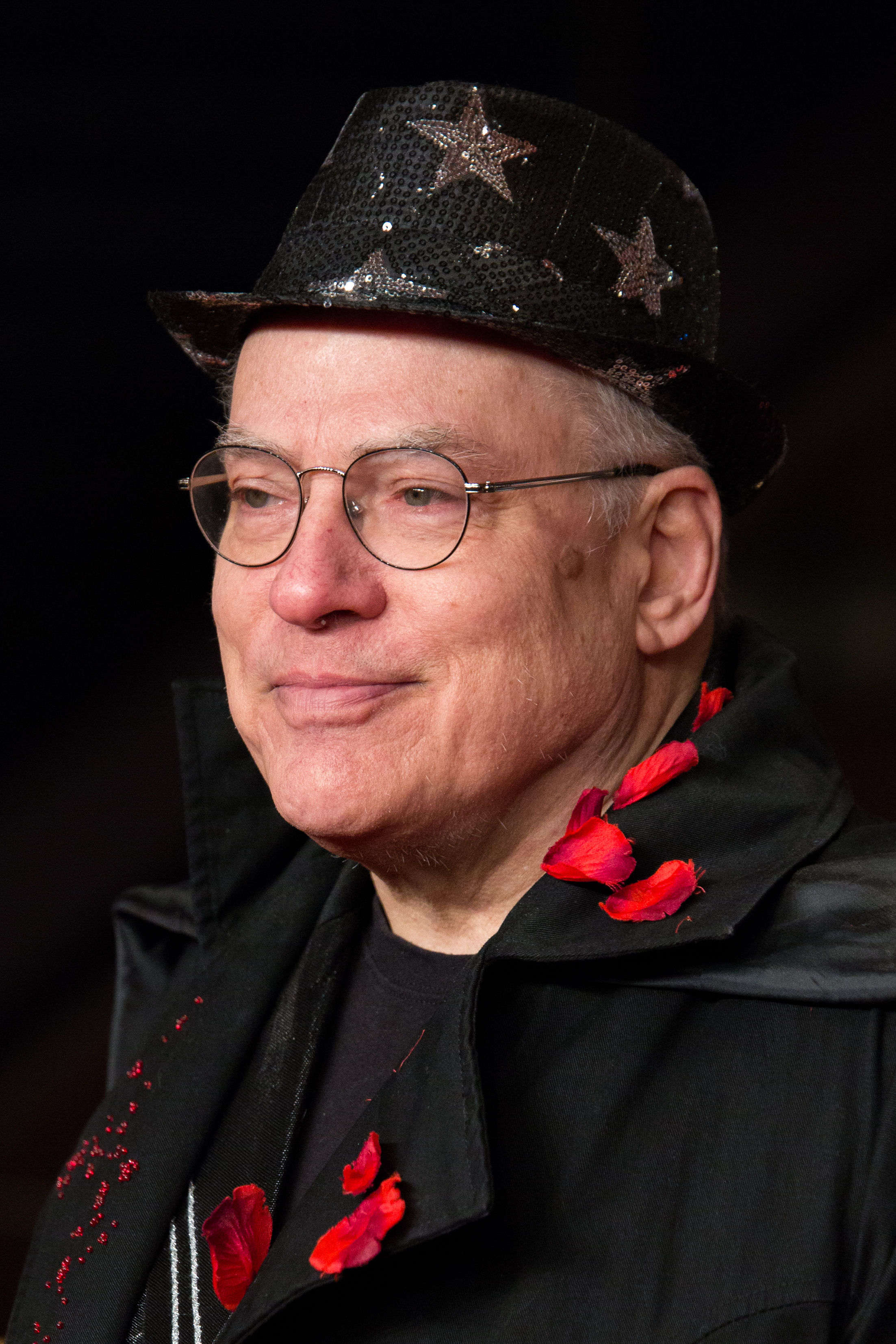
Rosa von Praunheim (* 1942)

- Praunheim-Sachsenhausen, Friedrich I. von, kurtrierischer geheimer Rat
- Praunheim-Sachsenhausen, Lampert von († 1449), Abt von St. Maximin in Trier
- Praupner, Václav (1745–1807), tschechischer Komponist
- Praus, Johannes (* 1983), deutscher Kameramann
- Praus, Sebastian (* 1980), deutscher Shorttracker
- Prausa, Wendy (* 1960), US-amerikanische Tennisspielerin
- Prause, Alban (1887–1945), sudetendeutscher römisch-katholischer Ordensmann, Geistlicher und Märtyrer
- Prause, Eberhard (1938–2023), deutscher römisch-katholischer Geistlicher
- Prause, Gerhard (1926–2004), deutscher Literaturwissenschaftler und Historiker
- Prause, Johannes (1755–1800), Orgelbauer in Siebenbürgen
- Prause, Marianne (1918–1999), deutsche Kunsthistorikerin und Gutachterin
- Prause, Mathias (* 1977), deutscher Kameramann
- Prause, Richard (* 1968), deutscher Tischtennisspieler und BundestrainerRichard Prause (* 1968)

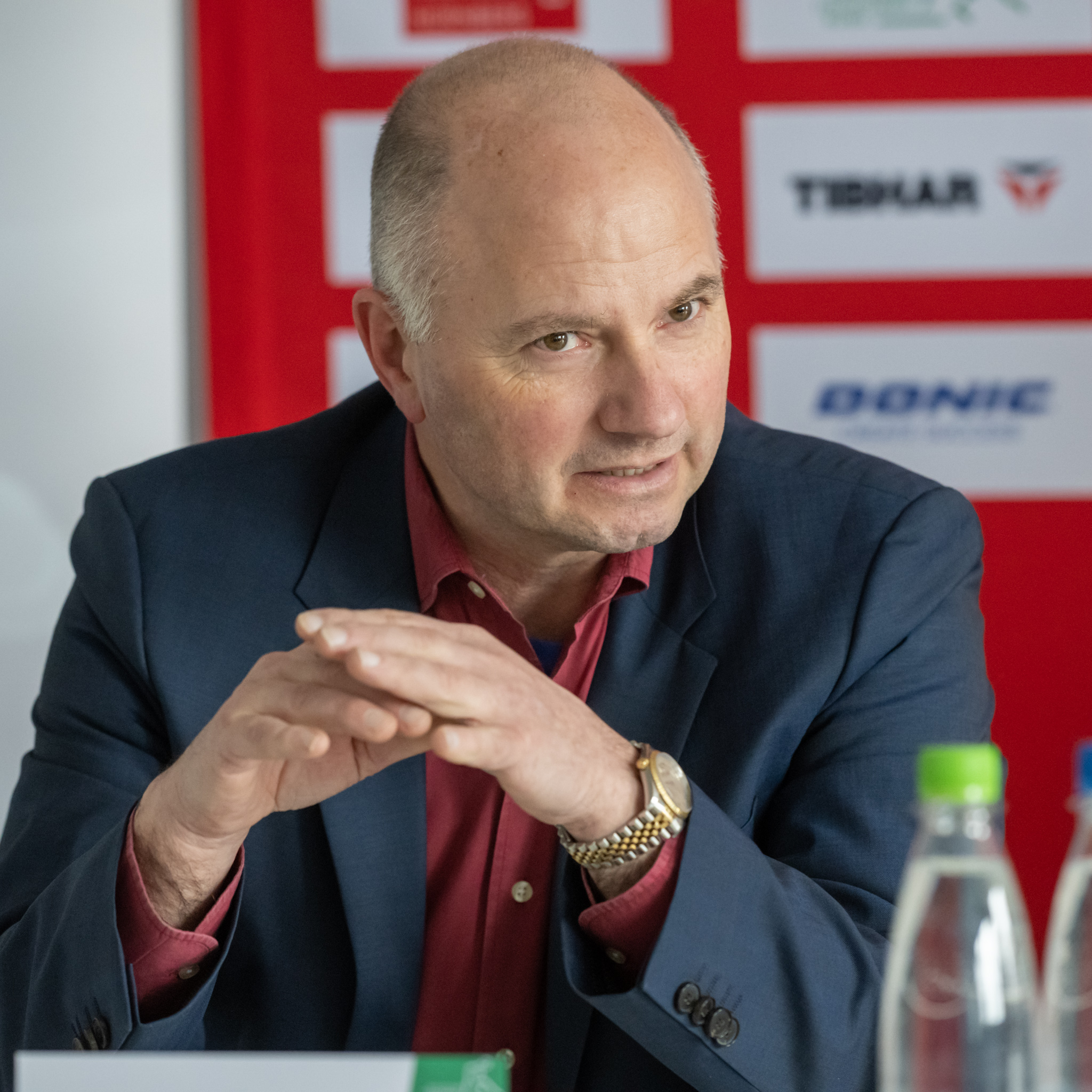
Richard Prause (* 1968)

- Prause, Stephan (* 1970), deutscher Fußballspieler
- Prause, Uwe, deutscher Basketballschiedsrichter
- Prausnitz, Alice (1906–1996), deutsche Juristin und Frauenrechtlerin, erste Landgerichtsdirektorin der Nachkriegszeit
- Prausnitz, Carl (1876–1963), deutscher Mediziner und Hygieniker
- Prausnitz, Frederik (1920–2004), deutsch-US-amerikanischer Dirigent
- Prausnitz, John (* 1928), deutsch-amerikanischer Verfahrenstechniker
- Prausnitz, Wilhelm (1861–1933), deutscher Hygieniker
- Prauss, Arthur (* 1892), deutscher SS-Untersturmführer
- Prauss, Gerold (* 1936), deutscher Philosoph
- Prauß, Werner (1933–2013), saarländischer Fußballspieler
- Prausser, Johannes, Dominikaner und Schriftsteller
- Prautsch, Thomas (* 1965), deutscher Maler
- Prautzsch, Erdmute (* 1969), deutsche Malerin und Künstlerin
- Prautzsch, Gerhard (* 1941), deutscher Fußballspieler und -trainer
- Prautzsch, Kurt (1898–1983), deutscher Pädagoge und Hochschullehrer
- Prautzsch, Ludwig (1926–2021), deutscher Musikwissenschaftler und Kirchenmusiker
- Prautzsch, Willy (1890–1971), deutscher Gestapo-Mitarbeiter, SS-Führer

### Prav
- Pravaz, Charles-Gabriel (1791–1853), französischer Chirurg und Orthopäde, Entwickler der Injektionsspritze
- Pravda, Alexander, slowakischer Astronom
- Pravda, Christian (1927–1994), österreichischer Skirennläufer
- Pravda, George (1918–1985), tschechisch-britischer Schauspieler
- Pravda, Jozef Dniel (* 1950), emeritierter Superior von Baku
- Pravdica, Filip (* 1995), kroatischer Leichtathlet
- Pravec, Petr (* 1967), tschechischer Astronom
- Praveček, Jindřich (1909–2000), tschechischer Dirigent und Komponist
- Praveen, Ryan (* 2002), singapurischer Fußballspieler
- Pravi, Barbara (* 1993), französische Singer-SongwriterinBarbara Pravi (* 1993)

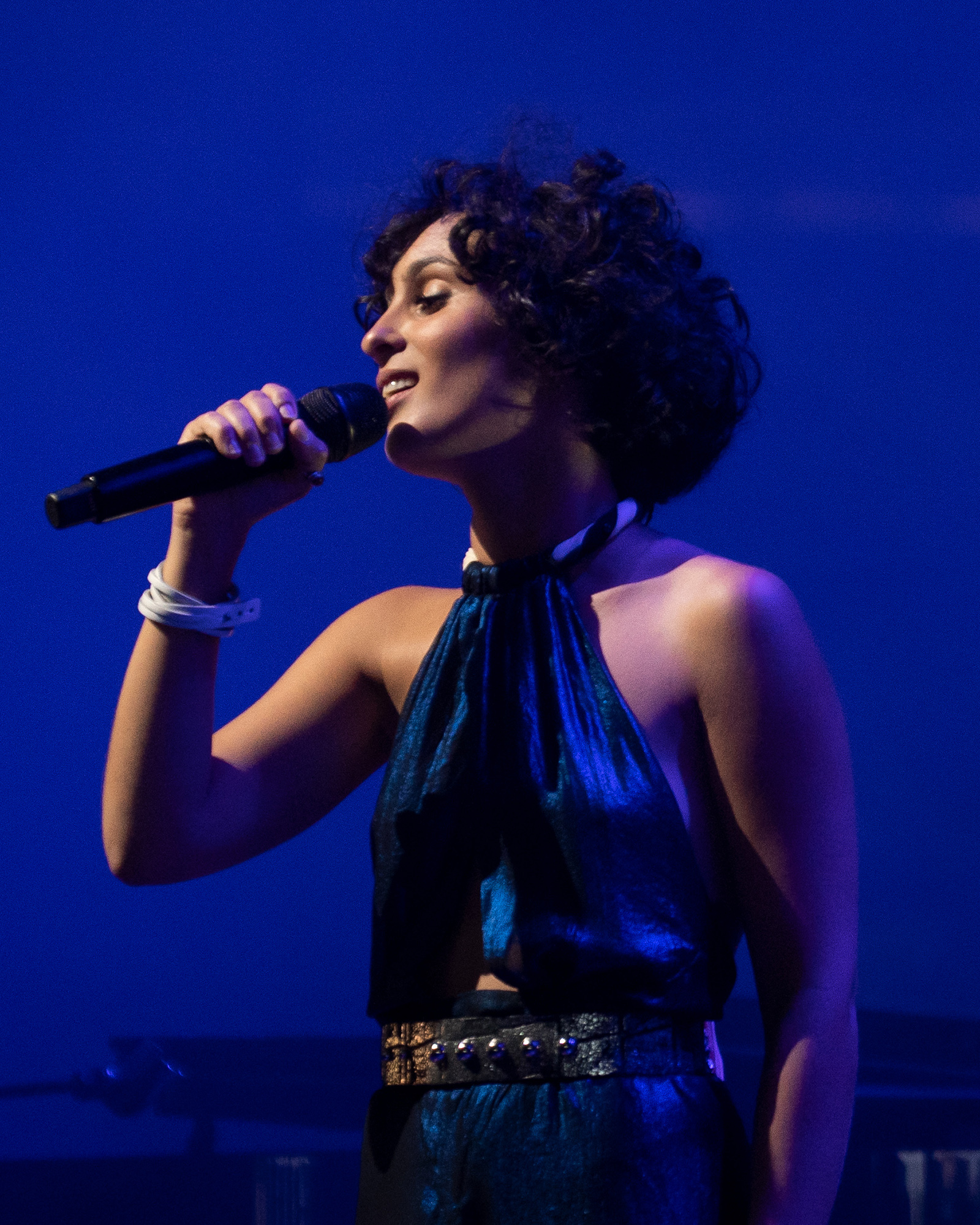
Barbara Pravi (* 1993)

- Pravir Chandra Bhanj Deo (1929–1966), indischer Herrscher, letzter Raja des indischen Fürstenstaates Bastar
- Pravo, Patty (* 1948), italienische Popsängerin

### Praw
- Prawalinskaja-Karoltschyk, Janina (* 1976), belarussische Kugelstoßerin und Olympiasiegerin
- Prawda, Christian (* 1982), österreichischer Fußballspieler und -trainer
- Prawda, Marek (* 1956), polnischer Diplomat und Botschafter bei der EU
- Prawdin, Michael (1894–1970), ukrainischer Historiker und Journalist
- Prawduchin, Walerian Pawlowitsch (1892–1938), sowjetischer Schriftsteller und Kritiker
- Prawdytsch-Neminskyj, Wolodymyr (1879–1952), ukrainischer Physiologe
- Prawdzik, Dierk (* 1962), deutscher SchauspielerDierk Prawdzik (* 1962)

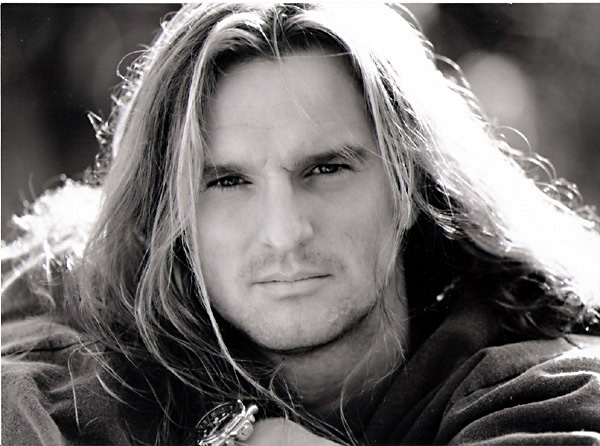
Dierk Prawdzik (* 1962)

- Praweenwat Boonyong (* 1990), thailändischer Fußballspieler
- Prawer Jhabvala, Ruth (1927–2013), britische Schriftstellerin und Drehbuchautorin
- Prawerman, Anabelle (* 1963), französische Beachvolleyballspielerin
- Prawicka-Linke, Ewa, polnische Ballonsportlerin
- Prawiradilaga, Dewi Malia (* 1955), indonesische Ornithologin
- Prawiro, Radius (1928–2005), indonesischer Politiker und Wirtschaftswissenschaftler
- Prawit Burited (* 1989), thailändischer Fußballspieler
- Prawit Wongsuwan (* 1945), thailändischer pensionierter Heeresoffizier und Politiker
- Prawit, Patricia (* 1961), deutsche Sängerin
- Prawitz, Dag (* 1936), schwedischer Logiker und Philosoph
- Prawitz, Erich (* 1882), deutscher Staatsbeamter
- Prawitz, Eva (1920–2013), deutsche Eiskunstläuferin
- Prawossudowitsch, Natalja Michailowna (1899–1988), russische Komponistin
- Prawtschew, Latschesar (* 1956), bulgarischer Opernsänger (Tenor)
- Prawy, Marcel (1911–2003), österreichischer Dramaturg, Opernkenner und OpernkritikerMarcel Prawy (1911–2003)

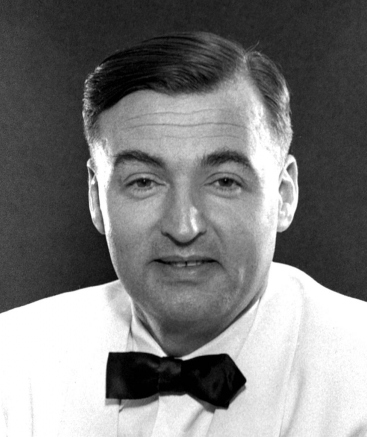
Marcel Prawy (1911–2003)

### Prax
- Prax, Jan (* 1992), deutscher Jazzmusiker (Saxophon, Komposition)
- Prax, Valentine (1897–1981), französische Malerin
- Prax, Walter (1925–2014), deutscher Journalist
- Praxagoras von Athen, spätantiker Historiker
- Praxagoras von Kos, antiker griechischer Mediziner
- Praxeas, Kirchengelehrter; Monarchianist
- Praxedes, Bruno (* 2002), brasilianischer Fußballspieler
- Praxedis, römische Märtyrin
- Praxedis Morales, Leopoldo (* 1953), mexikanischer Grafiker
- Praxenthaler, Heinrich (1926–2025), deutscher Bauingenieur
- Praxenthaler, Matthias (* 1971), deutscher Schriftsteller
- Praxias-Maler, etruskischer Vasenmaler
- Praxilla, griechische Schriftstellerin
- Praxiteles, griechischer Bildhauer
- Praxl, Dieter (1935–2002), deutscher Fußballspieler
- Praxl, Ewald (1911–1988), deutscher Ingenieur und Konstrukteur
- Praxl, Paul (* 1935), deutscher Historiker, Archivar und Heimatforscher
- Praxmarer, Elias (* 1994), österreichischer Komponist, Organist und Pianist
- Praxmarer, Karin (1944–2021), österreichische Lehrerin und Politikerin (FPÖ), Abgeordnete zum Nationalrat
- Praxmarer, Vinzenz (* 1979), österreichischer Dirigent
- Praxmarer-Carus, Sandra, deutsche Ökonomin
- Praxmayer, Claudia, österreichische Schriftstellerin, Artenschutzfachfrau und Biologin

### Pray
- Pray, Charles Nelson (1868–1963), US-amerikanischer Jurist und Politiker
- Pray, Donald P. (* 1949), US-amerikanischer Amateurastronom
- Pray, György (1723–1801), ungarischer Historiker
- Prayad Boonya (* 1979), thailändischer Fußballspieler
- Prayad Pholput (* 2002), thailändischer Fußballspieler
- Prayogo, Agus (* 1985), indonesischer Langstreckenläufer
- Prayon, Christine (* 1974), deutsche Schauspielerin und KabarettistinChristine Prayon (* 1974)

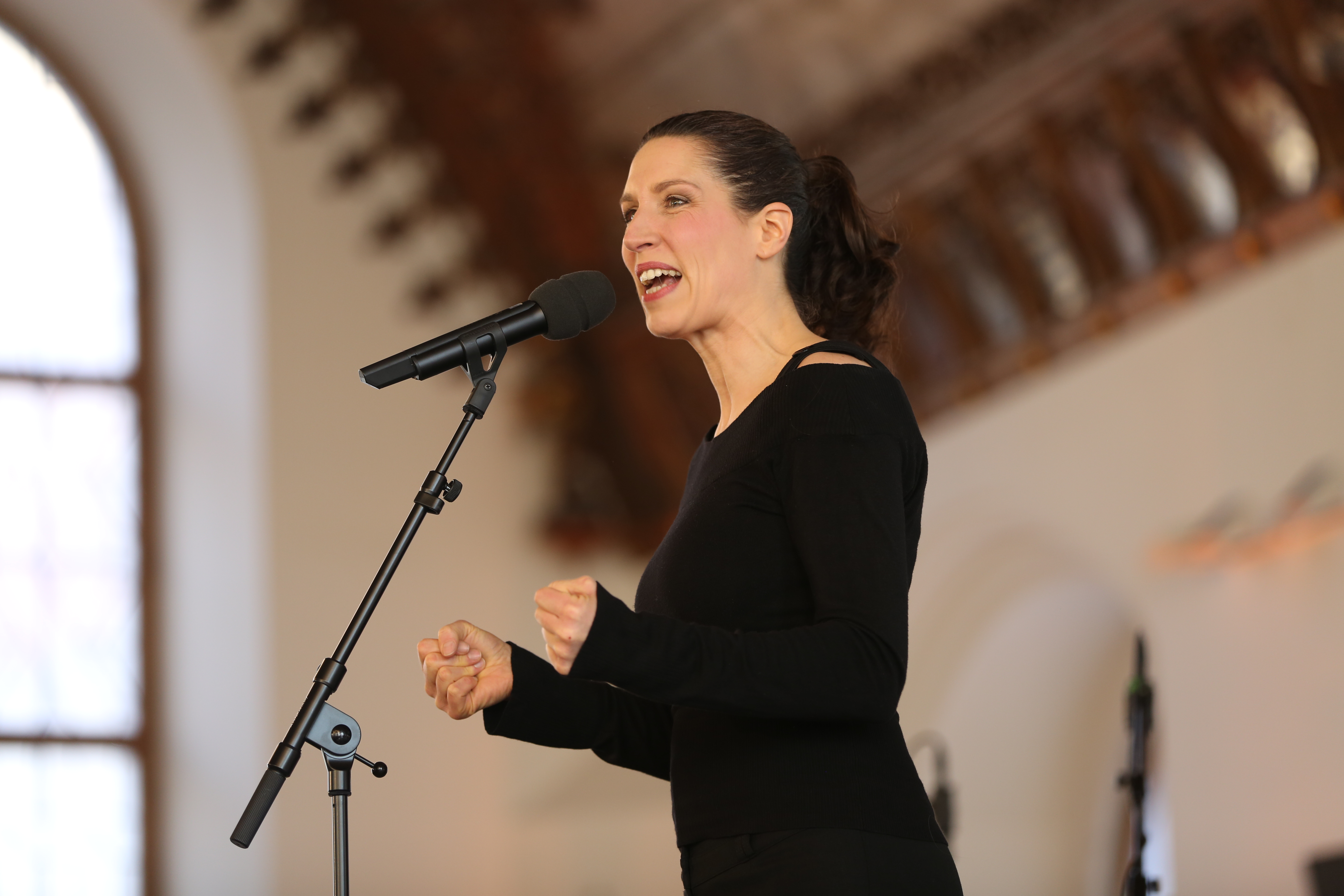
Christine Prayon (* 1974)

- Prayon, Friedhelm (* 1941), deutscher Klassischer Archäologe und Etruskologe
- Prayon, Luca Wilhelm (* 1975), deutscher Politiker (CDU)
- Prayun Phamonmontri (1897–1982), thailändischer Revolutionär, Gesundheits- und Bildungsminister
- Prayut Chan-o-cha (* 1954), thailändischer MilitärangehörigerPrayut Chan-o-cha (* 1954)

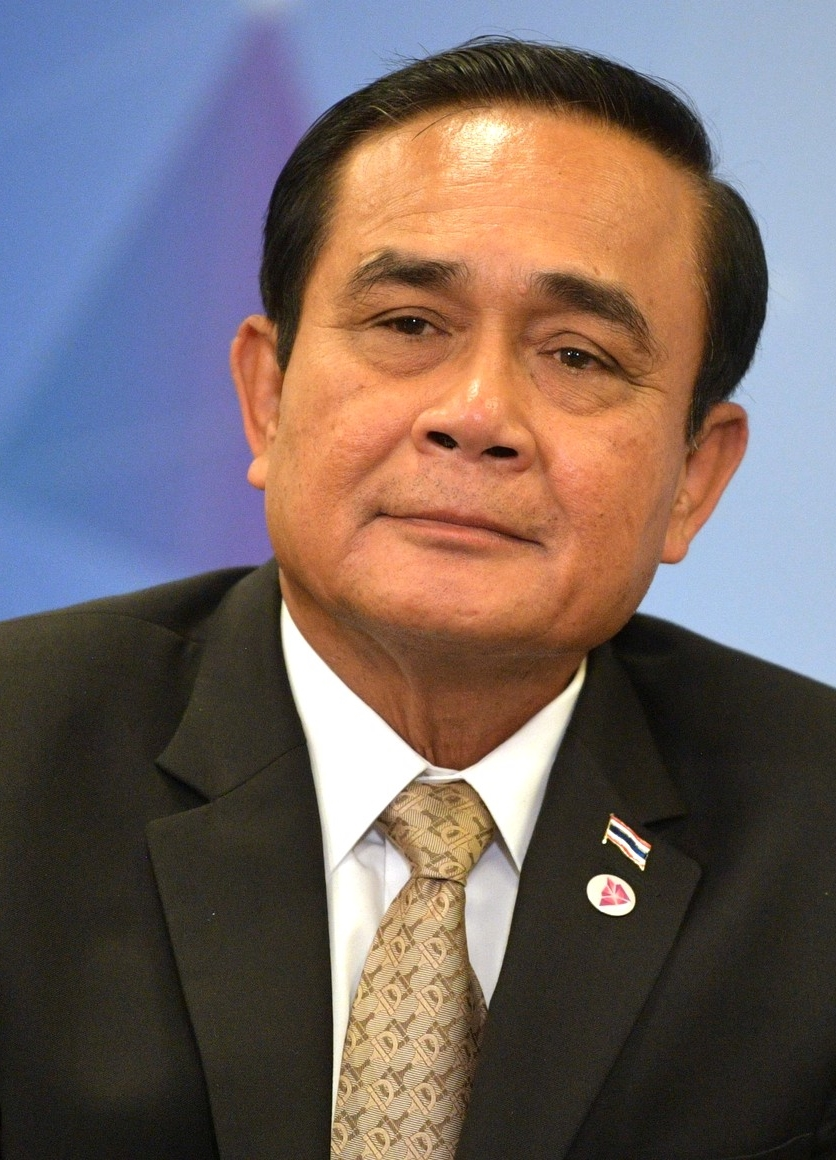
Prayut Chan-o-cha (* 1954)

### Praz
- Praz, Mario (1896–1982), italienischer Literaturwissenschaftler und Kunsthistoriker
- Pražák, Albert (1880–1956), tschechischer Philologe und Literaturhistoriker
- Pražák, Alois von (1820–1901), österreichischer Politiker und Justizminister
- Pražák, Josef Prokop (1870–1904), tschechischer Ornithologe
- Pražák, Robert (1892–1966), tschechoslowakischer Turner
- Prazak, Thomas (* 1980), österreichischer Schauspieler
- Pražan, Martin (* 1995), tschechischer Unihockeyspieler
- Prázdnovský, Martin (* 1975), slowakischer Radrennfahrer
- Prazeres, André (* 1999), portugiesischer Sprinter
- Prażmowski, Adam (1821–1885), polnischer Astronom
- Prażmowski, Adam (1853–1920), polnischer Mikrobiologe und Botaniker